# Conflicto entre la Franja de Gaza e Israel de 2014
El conflicto entre la Franja de Gaza e Israel, conocido como Operación Margen Protector en Israel, hace referencia al conflicto bélico iniciado el 8 de julio de 2014, cuando las Fuerzas de Defensa de Israel (FDI) lanzaron la Operación Acantilado Poderoso sobre territorio gazatí, debido a una escalada de tensión en el conflicto israelí-palestino. Israel afirmó que el único objetivo de la operación era atacar al Movimiento de Resistencia Islámico (Hamás), la organización que gobierna la Franja tras ganar las elecciones en 2006, y terminar con los ataques de cohetes a Israel. El Estado de Palestina y diversas organizaciones por los derechos humanos acusaron a Israel de llevar a cabo un ataque indiscriminado contra todos los palestinos, ya que los ataques causaron la muerte principalmente de civiles. Por su parte, Hamás lanzó cohetes contra Israel en respuesta a los misiles disparados por la Fuerza Aérea Israelí hacia la Franja de Gaza. Este conflicto ha sido uno de los de mayor envergadura en la Franja de Gaza en todo el siglo XXI y en su historia reciente.
El conflicto siguió una cadena de eventos que se iniciaron con el secuestro y asesinato de tres adolescentes israelíes ocurrido en un asentamiento israelí de Cisjordania en junio de 2014. Otras fuentes, en cambio, fijan el punto de partida de esta escalada en el asesinato de dos adolescentes palestinos en Beitunia durante las protestas del día de la Nakba en mayo de ese mismo año. Israel culpó a Hamás de los hechos, ya que las autoridades israelíes creyeron que los dos sospechosos acusados del secuestro eran miembros de esa agrupación. Por su parte, la reacción de Hamás fue confusa pues mientras unos negaron la implicación de esta organización en el secuestro, otros líderes afirmaron lo contrario. La reacción israelí fue la de realizar registros indiscriminados en la zona donde se había producido el secuestro. Estas acciones derivaron en múltiples heridos y en el asesinato de dos niños palestinos a manos del ejército israelí. A medida que las tensiones se incrementaban, el asesinato de Mohamed Abú Judeir, un adolescente palestino, complicó aún más la situación, generando disturbios, protestas de israelíes y palestinos y un aumento de los lanzamientos de cohetes entre Israel y Gaza. La policía de Israel declaró que Hamás no fue responsable de la muerte de los tres jóvenes israelíes. Sin embargo, según afirmaron algunos medios de comunicación, un alto líder de Hamás, semanas después del estallido del conflicto, en una conferencia en Turquía, habría admitido que el grupo estuvo detrás del secuestro y que el propósito del mismo era provocar una escalada del conflicto que condujera a un levantamiento palestino.
Desde el inicio de los bombardeos de Israel sobre la Franja de Gaza, murieron numerosos civiles, entre ellos gran cantidad de mujeres y niños. La Oficina de las Naciones Unidas para la Coordinación de Asuntos Humanitarios (OCAH) llegó a estimar que hacia el 17 de julio, el 70 % de los fallecidos palestinos eran civiles. El gobierno israelí denunció que el fallecimiento de civiles se debía a que Hamás los utilizaba como «escudos humanos» y reiteró que su intención era «desmilitarizar» la Franja. Finalmente, el conflicto se saldó con la muerte de 2310 palestinos y unos 11 500 heridos del mismo bando, según datos del ministerio de Salud de Gaza, mientras que 66 soldados y cinco civiles israelíes murieron y 1.306 resultaron heridos, según reportes de las FDI.
Hasta el 11 de julio, 118 cohetes de Hamás habían sido interceptados por la Cúpula de Hierro de Israel. Entre el 12 y 13 de julio, Israel anunció que fueron «atacados» 200 objetivos en Gaza. En la mañana del día 13, fueron interceptados varios cohetes provenientes de Gaza en dirección a Tel Aviv. Hasta el 23 de julio, unos 2.160 cohetes fueron disparados desde Gaza a ciudades de Israel y este último país llevó a cabo casi 2.000 lanzamientos hacia la Franja. Al final del conflicto se calculó que Hamás había disparado 4.594 cohetes y proyectiles de mortero, de los cuales 3.641 cayeron en territorio israelí y 188 en territorio palestino. Un total de 735 cohetes y proyectiles de mortero fueron interceptados por el sistema defensivo israelí.
El 23 de julio, la Alta Comisionada de las Naciones Unidas para los Derechos Humanos, Navanethem Pillay, denunció que los ataques efectuados por las FDI sobre Gaza podrían constituir crímenes de guerra. Por ello, es mismo día, el Consejo de Derechos Humanos de las Naciones Unidas, mediante votación favorable y posterior resolución, anunció el inicio de una investigación sobre posibles violaciones de los derechos humanos o crímenes de guerra durante la ofensiva israelí.
La comunidad internacional también tuvo un peso importante en el conflicto. El secretario general de las Naciones Unidas, Ban Ki-moon, viajó a la zona en conflicto con la intención de presionar para lograr un alto el fuego definitivo. También el secretario de Estado de los Estados Unidos, John Kerry, viajó a Tel Aviv; según su agenda, se reunió con Ban Ki-moon en Jerusalén, con el presidente de la Autoridad Nacional Palestina, Mahmud Abás, en Ramala y con representantes del Gobierno israelí para intentar poner fin a las hostilidades entre las partes.
Finalmente, el 26 de agosto y tras 50 días de combates, Israel, Hamás y los demás beligerantes aceptaron una tregua indefinida pactada bajo mediación egipcia. El alto el fuego supondría la apertura de todos los pasos fronterizos y la «entrada rápida de ayuda humanitaria y de medios para la reconstrucción», aseguraron los mediadores egipcios, algo que no llegó jamás a producirse.

## Trasfondo

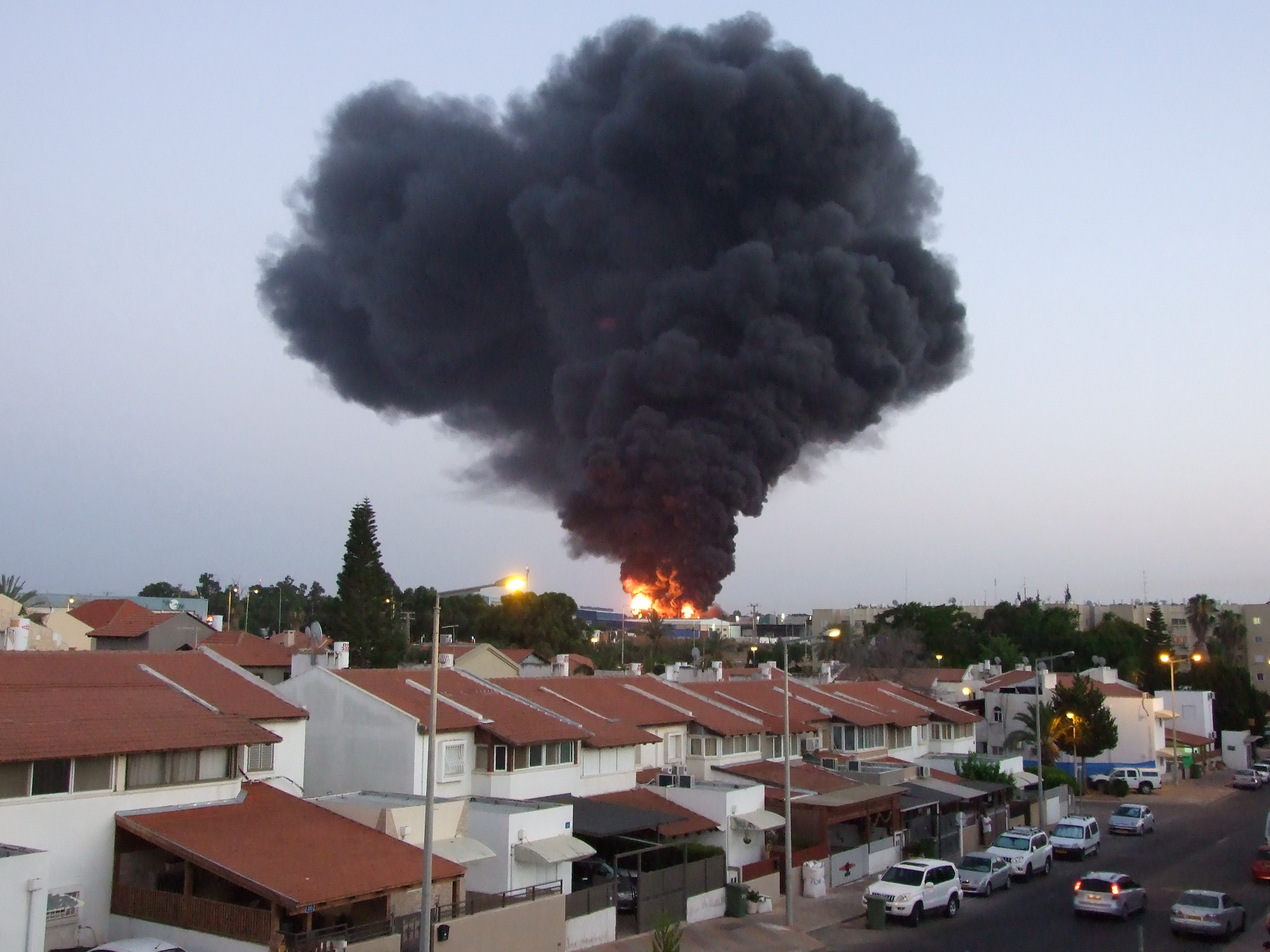
Incendio de una fábrica en Sderot, producido por un cohete enviado desde Gaza el 28 de junio, días antes del inicio de la operación.

Durante la búsqueda de los tres jóvenes israelíes desaparecidos, conocida como Operación Guardián del Hermano, las Fuerzas de Defensa de Israel arrestaron a más de 400 personas, entre ellas el portavoz del Consejo Legislativo Palestino, varios diputados del mismo y 282 personas cercanas a Hamás, según informaron fuentes del ejército israelí. Algunas de esas personas habían sido apresadas anteriormente por Israel y liberadas a cambio de la excarcelación de Guilad Schalit. Hamás aseguró que no detendría sus lanzamientos de cohetes hasta la liberación de los nuevos detenidos. A pesar del lanzamiento esporádico de cohetes entre ambas naciones desde el alto al fuego de noviembre de 2012, tras la Operación Pilar Defensivo, el 8 de julio de 2014 Israel adjudicó a Hamás la responsabilidad del incremento de cohetes lanzados contra Israel.
Durante los últimos años, Israel había acusado a Irán de suministrar armamento en secreto a los grupos irregulares de Gaza. A principios de 2014, las fuerzas especiales israelíes abordaron y se hicieron con el control del buque de carga Klos C durante la Operación Revelación Completa, en la que las Fuerzas de Defensa de Israel encontraron y capturaron una gran cantidad de misiles sirios M-302 y demás munición. Israel incautó las armas y las expuso al público. Se determinó que la tripulación del barco no conocía el cargamento secreto, por lo que fue liberada más tarde junto al barco. Más tarde, un informe de la ONU confirmó que las armas provenían de Irán, y reveló que iban dirigidas a Sudán.

## Desarrollo

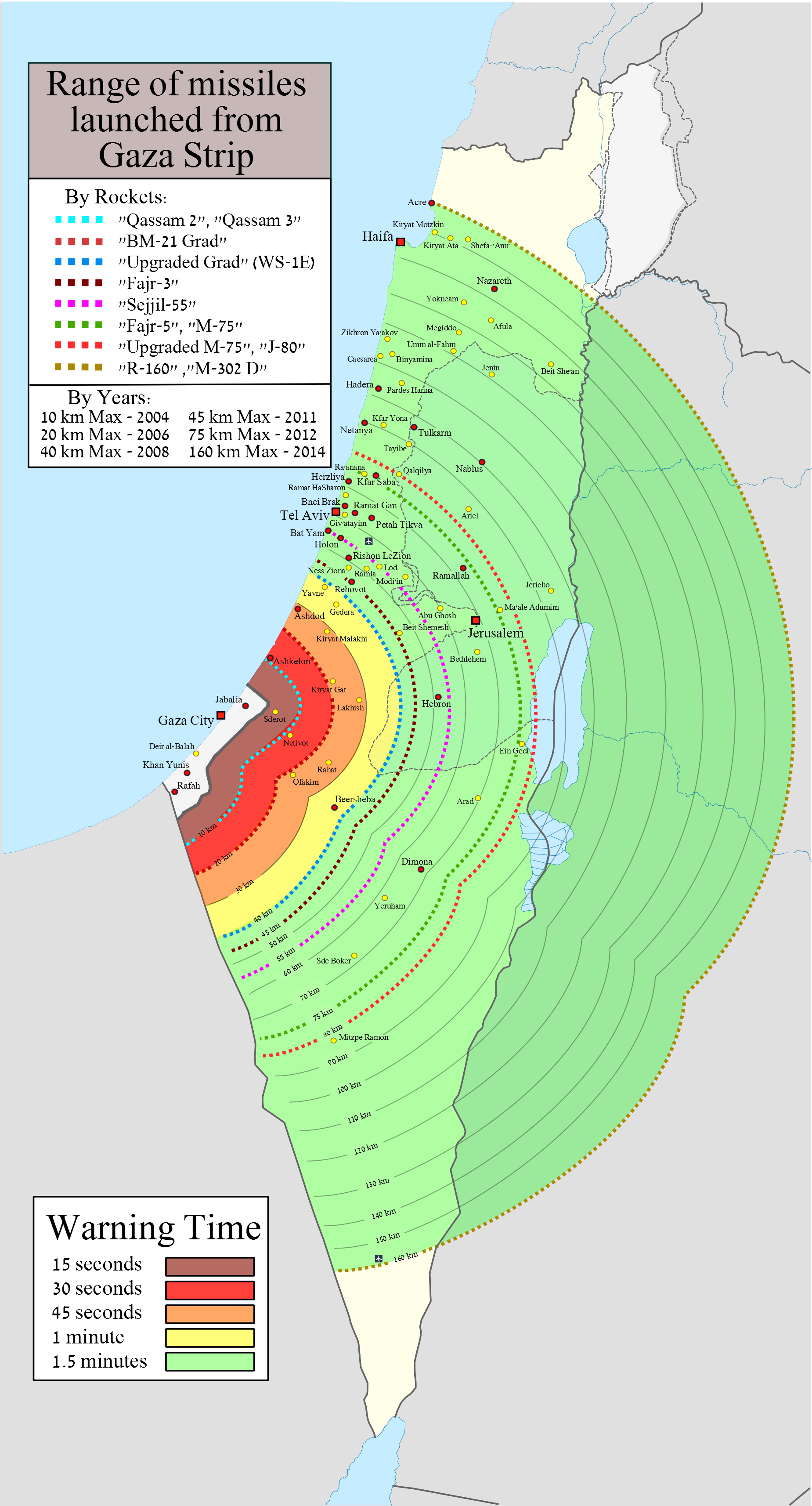
Mapa, en inglés, de los posibles alcances de los cohetes y misiles lanzados desde Gaza a Israel. Según fuentes del ejército israelí, el proyectil que más distancia recorrió fue un M-302 que alcanzó el 9 de julio la ciudad de Hadera, 40 km al sur de Haifa, sin que se reportaran daños.

Mapa de la Franja de Gaza.

### Inicio de los bombardeos
El primer ataque aéreo a la Franja de Gaza ocurrió el 3 de junio, cuando la Fuerza Aérea Israelí lanzó cohetes a dicho territorio con el fin de asesinar a Mahmed Awwar, miembro de Hamás. Posteriormente, el 14 de junio, la aviación israelí bombardeó varios objetivos, entre ellos un campo de entrenamiento militar islamista, horas después de que se lanzaran tres cohetes desde la Franja contra su territorio. Un niño palestino falleció al ser alcanzado por un misil. El 28 de junio, tuvo lugar un nuevo ataque israelí contra tres presuntas lanzaderas de cohetes en el centro de Gaza, tras el lanzamiento de cinco proyectiles contra territorio israelí.
El 9 de julio, Hamid Shihab, conductor de un vehículo de prensa, murió al ser alcanzado por un misil israelí. La directora general de la Unesco, Irina Bokova, condenó en un comunicado la muerte de civiles, especialmente de periodistas.
Los medios de comunicación informaron que en los primeros cinco días del conflicto habían muerto 151 personas, mientras el embajador del Estado de Palestina en España, Musa Amer Odeh, afirmó que Israel estaba cometiendo crímenes de guerra. Victor Harel, exembajador de Israel en España, afirmó que las acusaciones «son completamente falsas y absurdas» y agregó que los bombardeos de Hamás hacia territorio israelí eran contra la población civil.
El secretario general de la ONU, Ban Ki-moon, expresó el 13 de julio su pesar por el número de muertos civiles palestinos y advirtió que la ofensiva terrestre israelí «no hará más que empeorar la situación» y «el sufrimiento de civiles en la Franja de Gaza». Ese mismo día, Sami Abu Zuhri, portavoz de Hamás, dijo que «Israel pagará el precio de sus crímenes contra los palestinos» y que la organización armada estaba «lista para cualquier eventualidad».

### Ofensiva terrestre de Israel en Gaza y primera propuesta de tregua
Entre la noche del 12 y la mañana del 13 de julio, cuatro soldados israelíes resultaron heridos tras una operación terrestre de la marina israelí. El ataque tenía como objetivo una plataforma de lanzamiento de cohetes en el norte del enclave, cerca de Al-Sudaniye. Miembros de Hamás resistieron a la operación y se produjo un intercambio de disparos.
Estados Unidos, a través del portavoz de la Casa Blanca, Josh Earnest, pidió a Israel el 14 de julio «evitar cualquier tipo de incursión terrestre» en la Franja, ya que esto «pondría en riesgo a más civiles». El ejército israelí movilizó durante la operación a decenas de miles de soldados en la frontera con Gaza.

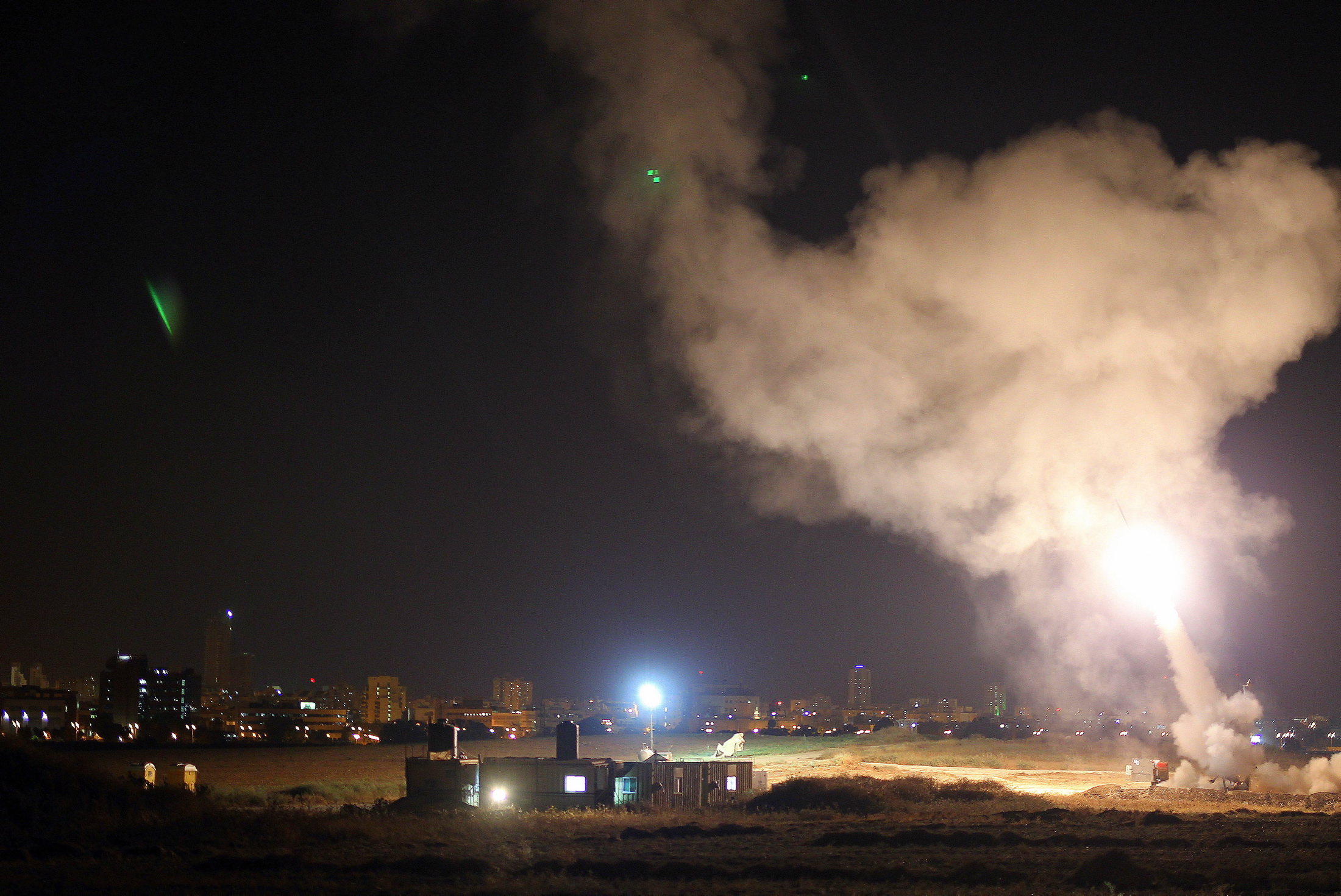
El sistema Cúpula de Hierro durante la operación.

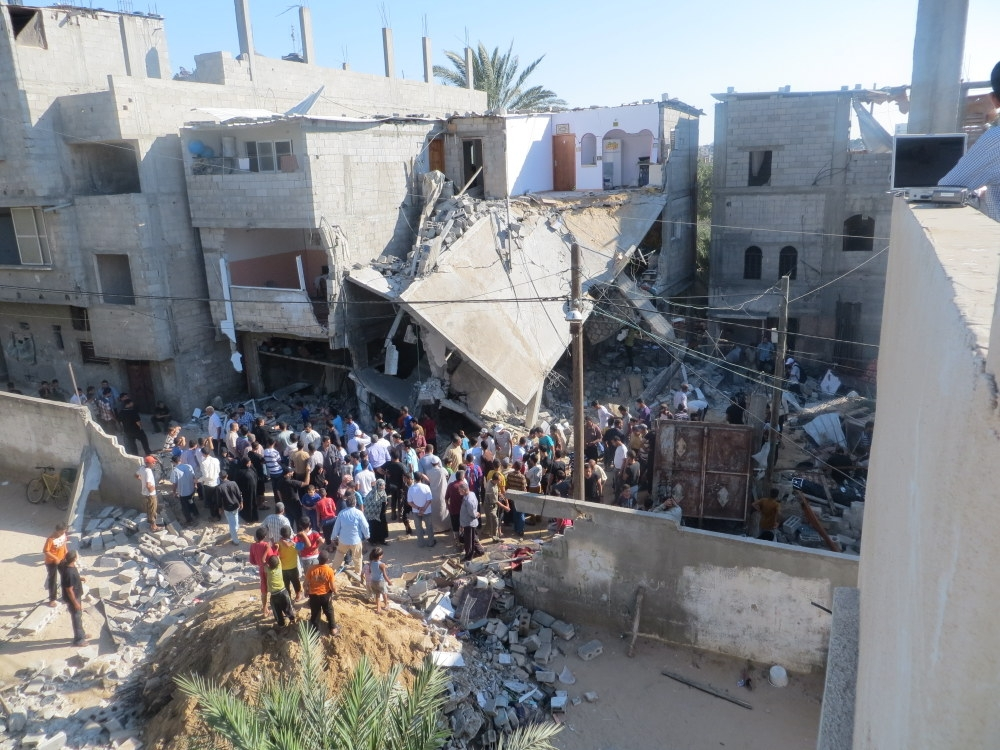
Vivienda familiar gazatí destruida por un misil israelí.

Egipto propuso un alto al fuego, que fue rechazado en las primeras horas del 15 de julio por Hamás, cuyo portavoz, Fawzi Barhum, aseguró que se negarían a aceptar cualquier tregua antes de que se lograra un acuerdo completo. Israel sí había suspendido los lanzamientos a las 06:00 (GMT), cumpliendo el alto el fuego propuesto, que había sido aceptado por el gobierno. Sin embargo, debido al lanzamiento de más de 100 cohetes contra su territorio por parte de Hamás, reanudó la operación seis horas más tarde. Ese mismo día, la defensa israelí informó sobre la primera víctima mortal en su territorio tras iniciar el operativo.

### Ataque a cuatro niños en una playa de Gaza
El 16 de julio, cuatro niños palestinos fallecieron y otros dos fueron severamente heridos por un proyectil disparado desde una lancha de la Armada de Israel contra una playa de Gaza, mientras jugaban en la arena. El presunto objetivo del ataque era un almacén cercano en el puerto. Equipos de corresponsales de varios medios de comunicación que se encontraban en un hotel cercano, incluyendo el canal francés TF1 (que filmó la escena), fueron testigos del momento de los bombardeos. El primero de ellos fue un disparo de advertencia y el segundo ocurrió muy pocos segundos después, cuando los niños intentaban huir de la playa. Los periodistas del hotel fueron los que recogieron a los niños para llevarlos al hospital. Otros dos niños fallecieron más tarde por otro bombardeo en la localidad de Jan Yunis, al sur de Gaza.
El presidente israelí Shimon Peres pidió disculpas por la muerte de los niños de la playa. Declaró que «no fue intencional» y que el gobierno «está muy triste». También dijo que se dio un aviso de evacuación y que el ejército estaba «investigando cuidadosamente» el incidente, y agregó que «con base en los resultados preliminares, el objetivo de este ataque eran operativos terroristas de Hamás».

### Alto el fuego por cinco horas
Por la noche del 16 de julio, el gobierno de Israel declaró el cese de las hostilidades durante cinco horas en la Franja por razones humanitarias. La tregua tuvo lugar el 17 de julio, noveno día de la operación, entre las 7:00 y las 12:00 (GMT). El cese al fuego fue solicitado por el coordinador especial de la ONU para el proceso de paz en Medio Oriente, Robert Serry, con el objetivo de permitir la distribución de ayuda humanitaria —principalmente alimentos, agua y medicamentos— entre la población. El Ejército israelí también dijo que respondería «firme y decisivamente» a cualquier cohete lanzado desde Gaza y advirtió a los residentes que no regresaran a sus casas tras la tregua, en advertencia de nuevos ataques. El vocero del movimiento islamista palestino, Zami Abu Zuhri, dijo en un comunicado que respetarían la tregua humanitaria. Durante esas horas, los habitantes de Gaza hicieron cola fuera de los bancos y hubo embotellamientos. En el transcurso del alto el fuego, Hamás lanzó tres cohetes al sur de Israel. Tras la tregua, rápidamente continuaron las hostilidades. Las Fuerzas de Defensa de Israel dijeron que un cohete disparado desde Gaza había golpeado la ciudad de Ascalón. También se reportaron nuevos ataques en la Franja, uno de ellos en tierras agrícolas cerca de Beit Lahiya.
Antes de la tregua, médicos palestinos dijeron que tres personas murieron por disparos de un tanque israelí que alcanzó una casa en Rafah. El ejército israelí también dijo que había frustrado la infiltración en Israel de 13 hombres armados de Hamás a través de un túnel desde el sur de Gaza hacia la localidad de Sufa en la mañana del día 17.
El Ministro de Relaciones Exteriores egipcio, Sameh Shoukry, dijo que los esfuerzos continuarían para tratar de negociar un alto el fuego definitivo. Ese mismo día, la Agencia de Obras Públicas y Socorro de la ONU para los refugiados de Palestina dijo que había encontrado 20 cohetes escondidos en una de sus escuelas vacantes en Gaza y «condenó enérgicamente» al grupo que los había colocado allí.

### Nueva ofensiva terrestre israelí en Gaza

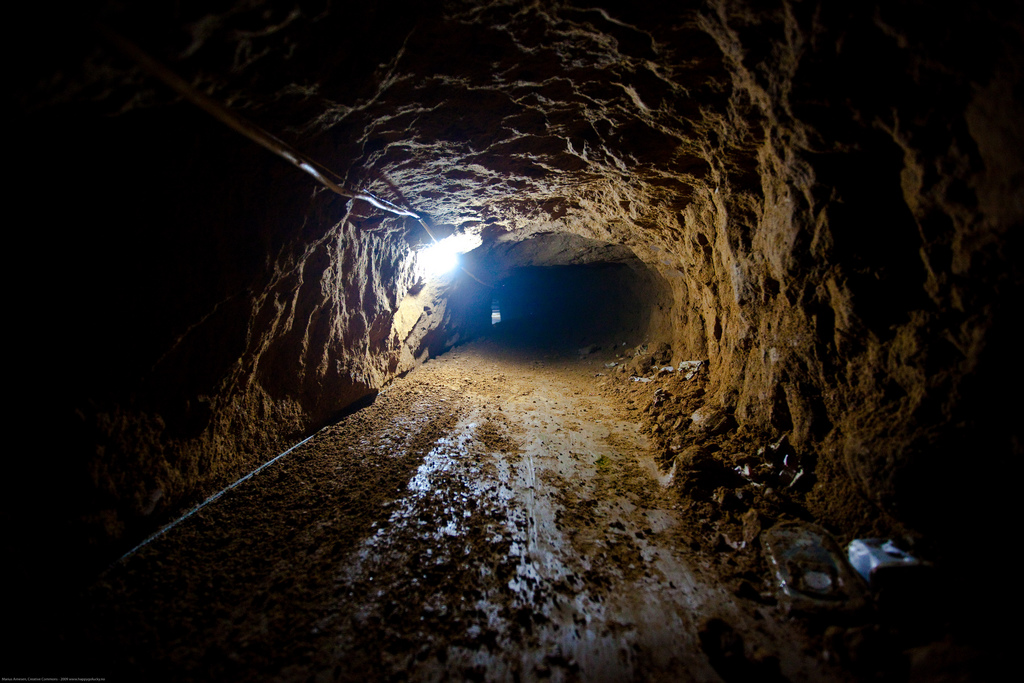
Interior de un túnel de Hamás en Gaza. Fotografía de 2009.

El descubrimiento de un nuevo plan de Hamás —atacar con 13 milicianos el kibutz de Sufa a través de un nuevo túnel— desencadenó la orden final de Benjamín Netanyahu de invadir Gaza. El 17 de julio por la noche, el Ejército de Israel lanzó una nueva ofensiva terrestre en Gaza. La orden de Netanyahu pidió al ejército atacar «túneles de infiltración terrorista», por donde, según las autoridades israelíes, el grupo recibía los armamentos y explosivos que usaba contra territorio de Israel. Estos túneles tenían años de antigüedad y formaban una gran red que atravesaba la Franja y que incluía búnkeres. El portavoz militar israelí, teniente coronel Peter Lerner, declaró que entre los objetivos de la operación no estaba desalojar a Hamás del poder. Según indicó la corresponsal de la BBC en Gaza, Yolande Knell, poco antes de que se anunciara la ofensiva se le advirtió a los periodistas en la zona que debían buscar refugio.
Fawzi Barhoum, portavoz de Hamás, dijo que el inicio de la invasión terrestre de Gaza «es un paso peligroso con consecuencias desconocidas» y que «Israel pagará un precio alto por eso». Mientras, Ban Ki-moon dijo lamentar la ofensiva. Tras el inicio de la nueva fase de la operación, miles de personas salieron a las calles de Caracas, Venezuela, en apoyo a Palestina y repudiaron la ofensiva terrestre. Hamás respondió a la ofensiva lanzando más proyectiles contra Israel. En sus primeras horas la operación se había cobrado la vida de siete palestinos, incluyendo un bebé de tres meses.
El 19 de julio, un misil de Hamás mató a un beduino residente en un campamento cercano a Dimona, a 80 km de la Franja. Al día siguientem la ONU informó que el número de desplazados internos en Gaza superaba ya los 50 000, cifra máxima establecida por la Agencia de Naciones Unidas para los Refugiados de Palestina en Oriente Próximo (UNRWA) en su plan de contingencia. Esta cifra era la misma que la del conflicto de 2008 y 2009.
El 20 de julio, un enfrentamiento en Shujaiya dejó un saldo de 113 muertos: un centenar de palestinos y 13 combatientes israelíes, entre ellos oficiales y soldados de la Brigada Golani. Siete israelíes perecieron cuando un equipo de zapadores de Hamás detonó una mina por debajo de un vehículo blindado Namer, y decenas resultaron heridos durante otros combates. Los heridos fueron evacuados a distintos hospitales a lo largo del país. La incursión terrestre fue acompañada por un intenso fuego aéreo y artillería del ejército israelí.
El 21 de julio, un ataque de las fuerzas israelíes a un hospital de Gaza dejó cuatro fallecidos y cincuenta heridos. Las personas que se encontraban en el hospital bombardeado fueron trasladadas a otros centros médicos de la Franja, pero debido al hacinamiento y la falta de material quirúrgico y médico, se dificultó su atención. Además, por la gran cantidad de heridos, se solicitó a Egipto abrir la frontera en Rafah para atenderlos. Según fuentes israelíes, el hospital era utilizado como depósito de misiles, punto de ataque contra objetivos israelíes y, además, contaba con una entrada a la red de túneles que unía Gaza con Israel.
Desde el inicio de la ofensiva terrestre, las muertes de gazatíes aumentaron drásticamente: para el 21 de julio se estimaban ya más de 500 muertos. Según el Centro palestino por los derechos humanos, un 75 % de ellos eran civiles y más de un centenar eran niños, en un territorio donde el 43 % era menor de 14 años. El alto número de víctimas infantiles hizo que el gobierno de Estados Unidos pidiera a Israel que «tome mayores precauciones» para proteger a los civiles. Por su parte, el ejército israelí sufrió 25 bajas, lo que supuso su mayor revés militar desde la guerra del Líbano de 2006. Aumentó la preocupación en la población israelí, dado que muchos de ellos apenas superaban los 20 años y trece de ellos eran miembros de la Brigada Golani, una de las unidades más prestigiosas de las FDI.
El 22 de julio, el enviado del presidente palestino a Egipto, Azam al Ahmad, presentó en El Cairo nuevas propuestas en el marco de la iniciativa egipcia para alcanzar un alto el fuego entre Israel y Hamás, pero que también incluía las propuestas de la organización islamista. Ese mismo día, Hamás lanzó un total de cuatro cohetes M75 contra el área metropolitana de Tel Aviv. Uno de ellos cayó cerca del aeropuerto Internacional Ben Gurión. Esto provocó que la Administración Federal de Aviación de Estados Unidos prohibiese la salida de vuelos desde o hacia dicha terminal aérea, y que varias aerolíneas cancelasen los vuelos por 24 horas. La Agencia Europea de Seguridad Aérea también sugirió a todas las aerolíneas europeas que evitaran realizar rutas comerciales con destino a Tel Aviv. En el caso de la aerolínea alemana Lufthansa, que operaba una gran cantidad de vuelos entre Alemania e Israel, ofreció a sus clientes la posibilidad de reprogramar sus vuelos o reembolsar el dinero de sus billetes. Air France también decidió cancelar sus vuelos.

### Bombardeos a escuelas-refugios de la UNRWA
Las escuelas de la UNRWA funcionan como el principal refugio para los habitantes de Gaza que se han quedado sin hogar a causa de los bombardeos, y la ONU estimaba el 30 de julio que de los 1,7 millones de habitantes de la Franja, 215 000 están refugiados en instalaciones que llevan sus siglas.
El 17 de julio la UNRWA denunció que una de sus escuelas era utilizada para el almacenamiento de misiles, indicando que dicha acción «puso en peligro la vida de civiles incluyendo personal [de la organización] y puso en riesgo la vital misión de la UNRWA de asistir y proteger a los refugiados palestinos en Gaza». El 22 de julio, la UNRWA nuevamente denunció la utilización de sus instalaciones para el almacenamiento de misiles.
El 24 de julio, dos días después de la segunda advertencia de la UNRWA sobre el uso de sus instalaciones para el almacenamiento de misiles, 16 personas fallecieron y otras 200 fueron heridas en un ataque de la aviación israelí contra una de sus escuelas, en Bait Hanun, en el norte de Gaza. El director de la UNRWA, Robert Turner, aseguró a los medios que Israel no hizo ninguna advertencia antes del lanzamiento de los proyectiles y que se trató del cuarto ataque sobre las instalaciones de la agencia en tres días.
El secretario general de las Naciones Unidas dijo que entre los fallecidos había empleados de la organización, así como mujeres y niños. Chris Gunness, portavoz de la ONU, dijo que las coordenadas de la escuela fueron dadas al Ejército de Israel como forma de precaución, en un esfuerzo para prevenir que la bombardearan. La ONU, además, intentó dos veces coordinarse con los israelíes para evacuar el refugio antes del ataque. En un comunicado, las Fuerzas de Defensa de Israel dijeron que estaban revisando la situación.
En la madrugada del 30 de julio, otra escuela de la ONU en Yabalia fue bombardeada, resultando al menos 15 personas muertas y otras 90 heridas. La ONU había informado al ejército israelí en 17 ocasiones de las coordenadas de la escuela; la última vez, horas antes del ataque con obuses. Debido a los bombardeos de las escuelas, el portavoz de la UNRWA declaró ese mismo día ante la cadena Al Jazeera que el organismo está «totalmente desbordado» y al «borde del colapso». También dijo que había en Gaza 86 refugios albergando 219 657 palestinos.

### Envío de ayuda estadounidense a Israel
El 25 de julio, se dieron a conocer documentos filtrados por Wikileaks, citados por el canal estatal sirio Al-Ikhbariya, en los que Obama solicitaba al Departamento de Defensa dos mil efectivos navales y terrestres para brindar apoyo a Israel. De acuerdo con el diario estadounidense National Reporter, el Pentágono aceptó la petición. Anteriormente, grupos pro derechos humanos reportaron que más de cien soldados británicos se habían unido al ejército israelí. El 30 de junio, a pedido de las Fuerzas de Defensa de Israel, el Departamento de Defensa estadounidense envió municiones, entre ellas lanzagranadas y proyectiles de mortero de 120 mm.
El 1 de agosto, el Congreso de los Estados Unidos aprobó un presupuesto de US$ 225 000 000 para apoyar la defensa de Israel. Debido a esto, al día siguiente ocurrieron protestas propalestinas en frente de la Casa Blanca.

### Segunda tregua por doce horas

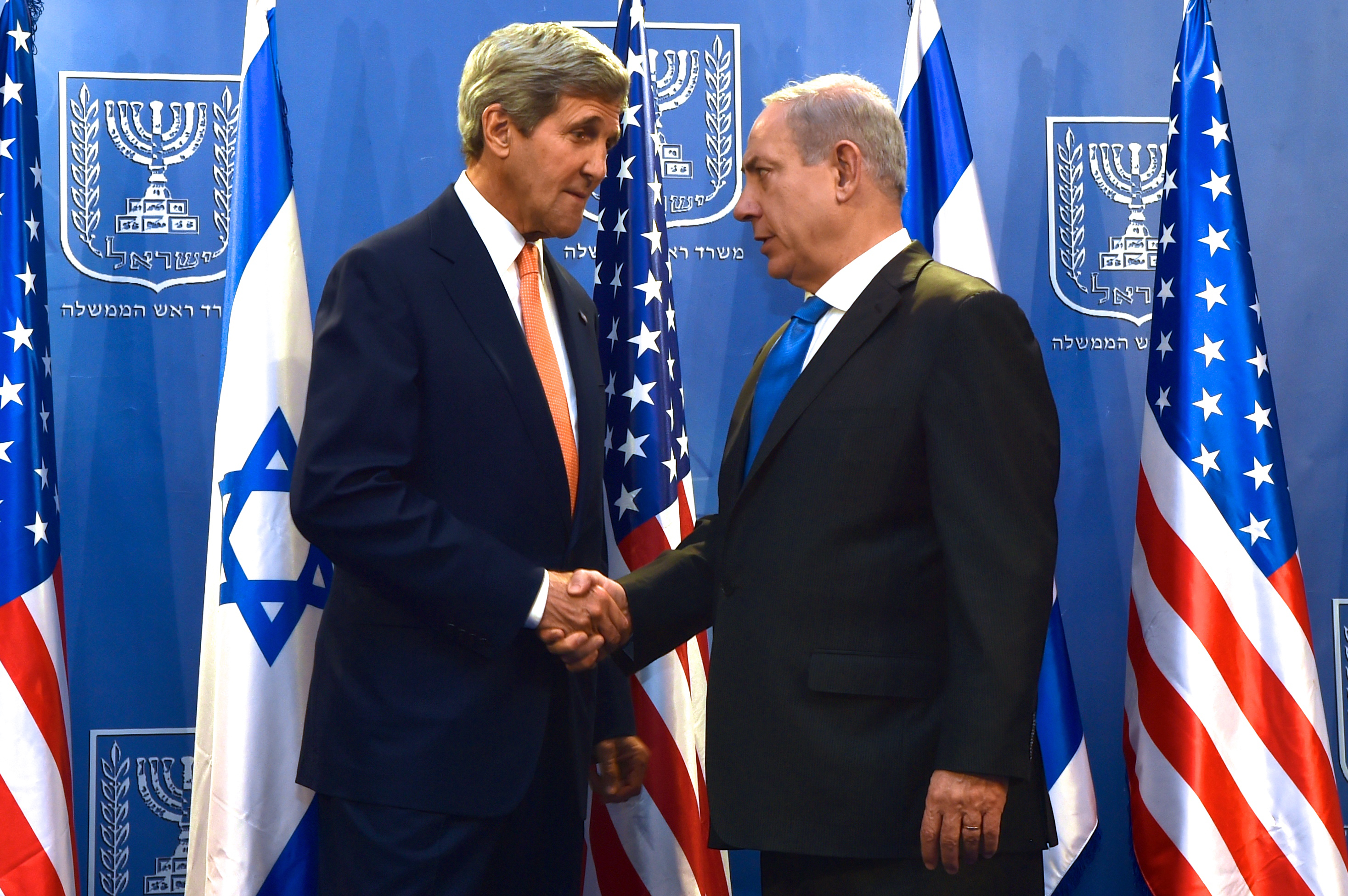
John Kerry con Benjamín Netanyahu, el 23 de julio, en Tel Aviv.

El primer ministro de Israel, Benjamín Netanyahu, aceptó una segunda tregua humanitaria de 12 horas para el 26 de julio, que entró en vigor a las 05:00 (UTC) de ese mismo día. Los responsables de Hamás también aceptaron la tregua.
Tanto las autoridades israelíes como Hamás rechazaron una tregua de doce días propuesta por la ONU y el gobierno de Egipto. Mientras tanto, la agencia Europa Press reportó que en Cisjordania, en los últimos días antes del 26 de julio, fallecieron once personas durante manifestaciones de solidaridad con Gaza. La misma agencia también reportó que fuentes oficiales israelíes reconocieron que continuaban destruyendo túneles en la Franja a pesar del alto el fuego vigente, en acorde a lo pactado de antemano como condición a dicha tregua de 12 horas.
Antes de comenzar la tregua, un bombardeo en Jan Yunis provocó la muerte de veinte miembros de una familia entera. Ese mismo día, se reportó que un bebé prematuro fue rescatado del vientre de su madre asesinada en Gaza por un ataque israelí, permaneciendo en estado crítico. El alto el fuego permitió a la población aprovisionarse en alimentos y medicamentos y rescatar más cuerpos y heridos atrapados en edificaciones derrumbadas. Un médico del Ministerio de Salud de Gaza dijo que durante la tregua fueron encontrados unos cien cuerpos en zonas a las que hasta ese día era peligroso acceder a causa de los bombardeos israelíes. El alto el fuego reveló el alcance de las destrucciones: el barrio de Shujaiya, al este de Gaza, y la ciudad de Beit Hanún, al norte, quedaron en ruinas, con calles impracticables, casas hundidas y el ganado pudriéndose al sol. El ministerio de Salud palestino cifró el total de las bajas palestinas en ese momento en 1147 muertos, tres cuartas partes de ellos civiles, de los que 200 eran niños. Israel elevó el número de sus muertos a 42, 3 de ellos civiles. Durante la tregua, el gabinete de seguridad israelí anunció que sus soldados seguirían operando dentro de la Franja para destruir los túneles que partían desde la Franja hacia Israel.
Al finalizar la tregua humanitaria, se reanudaron los bombardeos pese a que Israel había aceptado extender el alto el fuego cuatro horas más en respuesta al pedido de la comunidad internacional reunida en París. En esa reunión participaron los cancilleres de Estados Unidos, Francia, Alemania, Reino Unido, Italia, la Unión Europea, Catar y Turquía, que declararon confiar en que se abrieran las condiciones para una tregua «permanente», teniendo en cuenta la importancia de la presencia de Catar y Turquía, por sus buenas relaciones con Hamás, y de los Estados Unidos, por su cercanía con Israel. Según fuentes francesas, la diplomacia internacional «mantiene sobre la mesa y como elemento central» la propuesta egipcia que, entre otros temas, pedía que se levantara el bloqueo israelí a la Franja. Esta propuesta fue rechazada por Hamás, que además del fin del bloqueo exigía la liberación inmediata de presos palestinos.
Milicianos palestinos dispararon cuatro proyectiles de mortero contra localidades israelíes alrededor de la Franja, minutos después de concluir oficialmente la tregua. Esto hizo saltar las alarmas en el consejo de Eshkol, fronterizo con Gaza, sin causar daños ni víctimas. Comentaristas de un canal local explicaron que los cuatro proyectiles «pueden haber sido disparados de forma unilateral por un comando que no conozca aún las instrucciones de Hamás». En la misma señal, funcionarios israelíes confirmaron la extensión de tregua y dijeron que la decisión fue tomada por el primer ministro israelí y su ministro de Defensa, Moshé Yalón.
Por la noche del día 26, se celebró una manifestación pacífica en Tel Aviv pidiendo el fin de la ofensiva militar. En ella participaron principalmente judíos. La protesta se celebró frente a otra concentración promovida por la derecha nacionalista, que se postulaba a favor de seguir la guerra y acabar con el gobierno de Hamás en la Franja, lo que obligó a la policía local a desplegar efectivos en los alrededores para evitar enfrentamientos.
Por pedido de la ONU, el gabinete de seguridad israelí aprobó ampliar el alto al fuego humanitario hasta el 27 de julio a la medianoche. Esto fue rechazado por Hamás, cuyo portavoz, Fawzi Barhum, declaró en un comunicado que «ninguna tregua humanitaria es válida sin la retirada de los tanques israelíes de la Franja de Gaza, sin que los habitantes puedan volver a sus hogares y sin que las ambulancias que transportan los cuerpos circulen libremente por Gaza». El movimiento palestino también reivindicó los disparos de siete cohetes hacia Israel, dos de ellos a Tel Aviv, tras finalizar la tregua de doce horas. Ese día por la mañana, Israel retomó brevemente la ofensiva tras haber sido atacado por veinticinco cohetes de Hamás. Fallecieron tres palestinos; dos hombres por disparos de tanque cerca de la frontera israelí en el centro de la Franja y otro en Jan Yunis. Alrededor de las 07:30 (hora local), siete cohetes fueron lanzados desde Gaza hacia Israel. Cinco de ellos impactaron en zonas sureñas del territorio israelí.
Finalmente, Hamás decidió iniciar la tregua de veinticuatro horas desde las 14:00 (hora local). Tras esto, el primer ministro israelí dijo que no apoyaba la nueva tregua humanitaria y acusó a Hamás de estar violando su declaración de alto el fuego.

### Bombardeos durante el Eid al-Fitr
El 28 de julio, siete niños palestinos fallecieron al explotar un misil israelí que cayó mientras jugaban en un campo de refugiados en Gaza. Al mismo tiempo, Israel bombardeó el Hospital Al-Shifa, el principal de la Franja, dejando un saldo de tres muertos y decenas de heridos. El ataque afectó un ala externa del complejo, en donde eran tratados la mayoría de los heridos de los enfrentamientos. Además, el ejército israelí acusó a Hamás por los hechos y dijo que habían reducido sus ataques por la festividad musulmana de Eid al-Fitr, que marca el fin del Ramadán. Por otra parte, al menos cuatro civiles israelíes fallecieron y ocho resultaron heridos cuando un proyectil de mortero disparado desde la Franja de Gaza cayó cerca de la frontera, en la región de Eshkol.

### Intensificación de los bombardeos, ataque a la central eléctrica de Gaza, televisión y radio

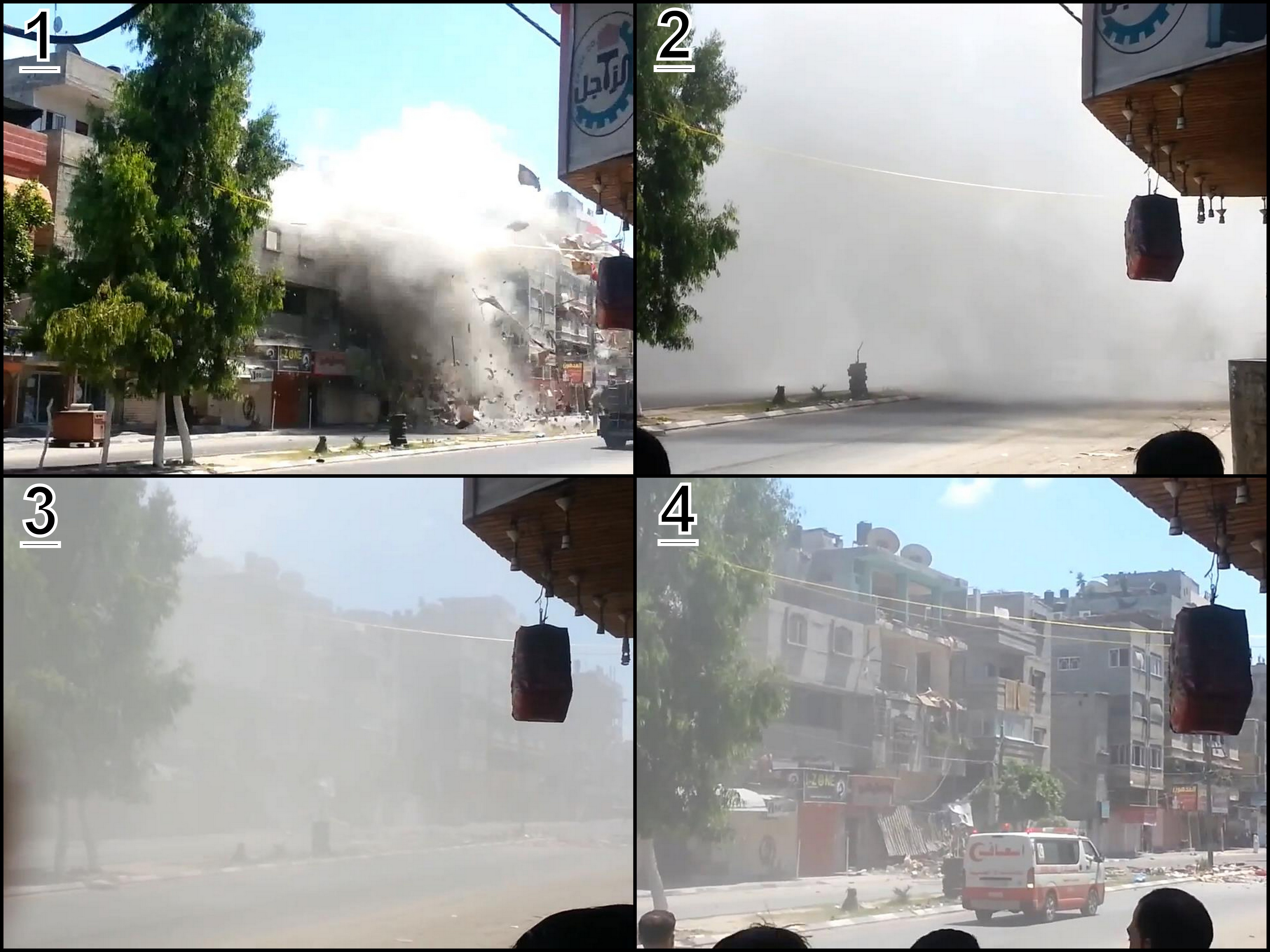
Imágenes tomadas de un vídeo captado con un teléfono móvil Samsumg. Se aprecia un ataque aéreo israelí sobre una casa en Gaza el 19 de julio.

El 29 de julio, el jefe del Estado Mayor (Ramatcal), Benny Gantz, comunicó que los ataques del ejército israelí sobre la Franja se habían intensificado alcanzando setenta objetivos símbolos del control del gobierno de Hamás en Gaza, como la casa del líder Ismail Haniya, oficinas del gobierno, la mezquita central de Gaza, la planta de electricidad, medios de comunicación, etc., dejando un saldo de al menos 120 palestinos muertos a lo largo del día. El suministro eléctrico de la Franja, que se encontraba al 20 %, se vio afectado tras ser alcanzado uno de los tanques de combustible de la única central eléctrica de Gaza por proyectiles israelíes y desencadenarse un incendio. Según Amnistía Internacional, el bombardeo de la planta «fue un castigo colectivo a los palestinos», y la pérdida de dicha planta traería severos problemas al abastecimiento de agua, tratamiento de aguas residuales y suministro electricidad a los hospitales. En consecuencia, el gobierno de Gaza comunicó que el daño a la planta detendría los sistemas de bombeo de agua y llamó a la población a racionarla. Por otra parte, cinco soldados israelíes murieron durante una incursión de milicianos palestinos a través de un túnel subterráneo, según confirmó el ejército israelí.
Además, tanto el canal de televisión de Al-Aqsa como la estación de radio fueron bombardeadas. Aunque la transmisión televisiva no fue interrumpida, la radiodifusión fue cortada. Fuentes militares israelíes declararon que estos medios eran utilizados para «transmitir mensajes a Hamás y dar instrucciones a los residentes en Gaza para ignorar las advertencias de las Fuerzas de Defensa de Israel sobre futuros bombardeos en ciertas zonas de la población en Gaza».
Hacia las 06:30 (hora local) del 30 de julio, obuses israelíes cayeron sobre la escuela de la ONU Al Hussein, en el campo de refugiados de Jabaliya, matando al menos a entre 15 y 20 personas e hiriendo a 90. En ese momento, la escuela albergaba a 3300 personas que habían tenido que huir de sus hogares.

### Nuevos intentos de tregua
El 30 de julio, las FDI anunciaron la apertura de una «ventana humanitaria» a partir de las 15:00 y durante un período de cuatro horas. La tregua, de carácter unilateral, fracasó ya que no era vigente en zonas de combate y que fue rechazada por Hamás, que la consideró «una maniobra mediática y sin utilidad». Hamás lanzó varias ráfagas de cohetes contra el sur de Israel, y el ejército israelí dejó al menos 20 muertos en dos ataques en Jan Yunis y en el barrio de Shujaiya, donde la aviación israelí bombardeó un mercado resultando diecisiete palestinos muertos y más de doscientos heridos. Según un portavoz palestino, el bombardeo se produjo una hora antes de finalizar la tregua. En esos momentos el sitio estaba muy concurrido. También resultaron dañados una ambulancia y varios vehículos de prensa.
Ese mismo día, una parroquia católica de Gaza donde habitaban 29 niños y nueve ancianos fue alcanzada y dañada por los bombardeos, sin dejar heridos. El cura de dicha parroquia era ciudadano argentino. Desde el inicio de la operación israelí, el religioso habló con las autoridades de la Santa Sede y expresó su voluntad de permanecer en la Franja. Por su parte, la mandataria argentina Cristina Fernández de Kirchner hizo responsable al gobierno israelí «de la integridad física» del sacerdote y advirtió que el agravamiento de la situación tendría «serias consecuencias en la relación bilateral» entre ambos países. El ministerio de Relaciones Exteriores argentino también convocó por lo sucedido a Dorit Shavit, embajadora israelí en Buenos Aires.
El 31 de julio, el presidente de la Autoridad Nacional Palestina, Mahmud Abás, declaró a la Franja como «área de desastre humanitario» y envió una carta a la ONU, al mismo tiempo que Israel anunció que no aceptaría ninguna tregua que impida a sus soldados completar la misión de destruir todos los túneles construidos por Hamás. El gobierno israelí también dijo que estaba destruyendo lanzaderas de cohetes y que «esos logros son sólo el primer paso para desmilitarizar Gaza».
El 1 de agosto, Israel y Hamás acordaron una tregua humanitaria de 72 horas, arrancando a las 08:00 (hora local). Según fuentes israelíes, a las 09:30, mientras los soldados israelíes llevaban a cabo una operación para destruir los túneles de Hamás, varios combatientes del grupo palestino, incluyendo un terrorista suicida, atacaron a las fuerzas de la Brigada Guivati, matando a dos soldados y capturando a un teniente. Las acciones de Hamás fueron condenadas por varios gobiernos y organizaciones. La organización se defendió afirmando que había realizado la emboscada antes del inicio de la tregua y acusó a Israel de usar el secuestro para poner fin a la tregua humanitaria en Gaza y para tapar las masacres israelíes en la ciudad de Rafah.
El secretario general de la ONU, Ban Ki-moon, condenó «en los más fuertes términos la reportada violación por parte de Hamás del alto al fuego humanitario acordado por las partes», y declaró estar «shockeado y profundamente desilusionado por estos hechos», si bien apuntó que las Naciones Unidas no tenían medios independientes que pudieran comprobar lo que había ocurrido; también se declaró «sumamente preocupado por la reanudación de los ataques israelíes sobre Gaza que mataron a más de 70 palestinos» a lo largo de la mañana.
En efecto, aquella misma mañana tanques israelíes abrieron fuego contra refugiados palestinos. Unas 62 personas fallecieron y más de 200 fueron heridas en Rafah, según datos del ministerio de Salud gazatí. Durante más de un día, la artillería y los tanques israelíes bombardearon el área de Rafah donde pensaban que el soldado israelí se encontraba retenido, matando a más de cien personas, según fuentes palestinas.
El 2 de agosto, las Brigadas de Ezzeldin Al-Qassam —el brazo armado de Hamás— declararon en un comunicado que no habían podido contactar con los combatientes que participaron en la emboscada: «Creemos que todos ellos murieron en un bombardeo israelí. Suponiendo que tomasen como rehén al soldado durante el combate, imaginamos que él también falleció en el incidente». En la madrugada del 3 de agosto, Israel declaró que su investigación del caso y las pruebas halladas en el lugar concluyeron que el soldado murió.
El 2 de agosto, la Unicef declaró que desde el inicio de los combates habían fallecido 296 niños y adolescentes palestinos, siendo el 30 % de las víctimas civiles. Al mismo tiempo, el gobierno egipcio decidió aumentar la cuota de electricidad que suministra a la Franja de 27 a 32 megavatios, tras el bombardeo israelí a la central eléctrica gazatí. Egipto ya proporcionaba de forma temporal otros 15 megavatios.
Ese mismo día, Israel declaró que rechazaba nuevas negociaciones de alto el fuego con Hamás y canceló el viaje de su delegación negociadora a El Cairo. Asimismo, el ejército retiró sus tropas de algunas ciudades del norte de Gaza, como Bait Hanun y Bait Lahia, donde comunicó a sus habitantes que podían regresar a sus hogares y que tuvieran «cuidado con los artefactos explosivos que Hamás ha extendido por la zona». De las cerca de 18 000 personas que dejaron Bait Lahia por recomendación de las FDI, 4000 se encontraban refugiados en escuelas de la UNRWA. Mientras, seguían los bombardeos en Shiyaiya y en otras áreas orientales de la Franja.
Netanyahu dijo que la operación continuaría «todo el tiempo que sea necesario» y que se usaría «tanta fuerza en esta misión como se requiera usar». También dejó en claro que «después de completar la operación antitúneles, las FDI actuarán y seguirán actuando hasta que alcancemos nuestro objetivo de recuperar la seguridad para ustedes, ciudadanos de Israel». Además, afirmó que los israelíes destruyeron hacia esa fecha un gran número de túneles de Hamás.

### Continuación de la ofensiva israelí

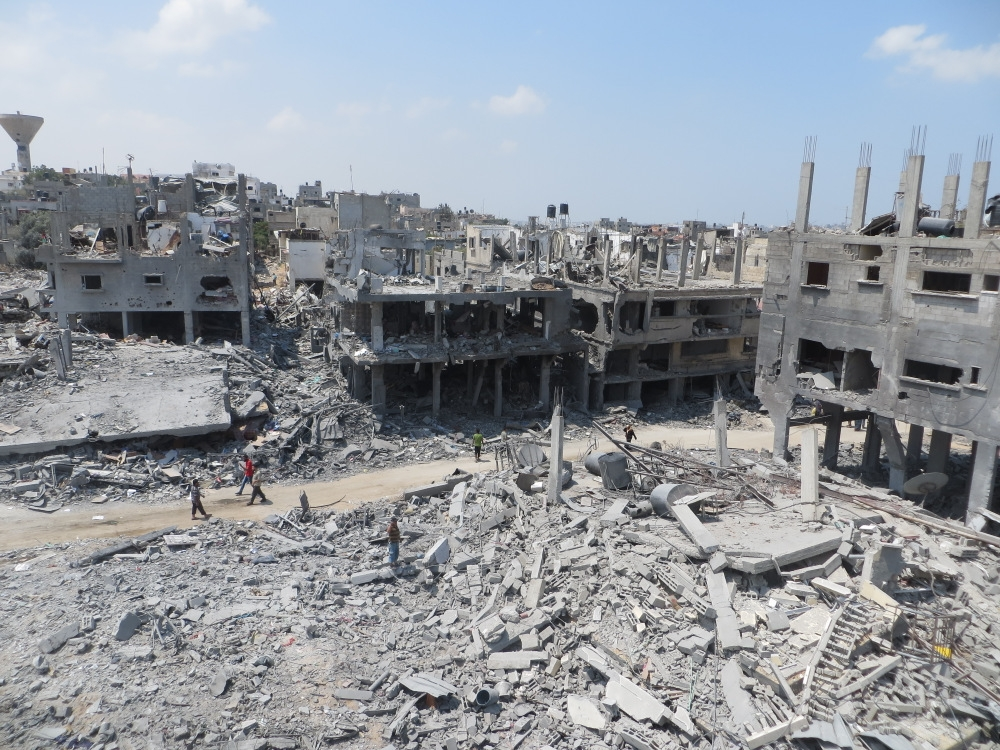
Bait Hanun el 5 de agosto.

El 3 de agosto, un misil disparado desde un avión impactó en la entrada de una escuela-refugio de la UNRWA en Rafah, en el sur de la Franja, dejando al menos diez muertos y treinta heridos. Ashraf Al Qidra, portavoz del ministerio de Sanidad en Gaza, responsabilizó al ejército israelí del ataque, pero este aseguró no tener aún información al respecto. Un portavoz de la agencia de Obras Públicas y Socorro de la ONU tuiteó que la escuela albergaba al menos 3000 desplazados gazatíes.
Ban Ki-moon condenó el ataque israelí contra la escuela de la UNRWA, calificando los bombardeos de «inmorales y criminales», ya que, según él, constituían una «violación flagrante al derecho internacional humanitario». Jen Psaki, portavoz del Departamento de Estado de los Estados Unidos, en un comunicado calificó el ataque de «desgraciado» y dijo que «las coordenadas de la escuela habían sido comunicadas de manera repetida» al ejército israelí. En otra parte del comunicado instó a Israel a «hacer más para cumplir con sus propios estándares y evitar muertes civiles. La sospecha de que militantes [de Hamás] están operando en las cercanías no justifica ataques que ponen en riesgo las vidas de tantos civiles inocentes».
El 7 de agosto, la Federación Internacional de Tenis anunció que los eventos de la Copa Davis a realizarse en septiembre en Tel Aviv serían cancelados producto de los conflictos entre Israel y Gaza. Al día siguiente, Hamás anunció que no prorrogaría la tregua con Israel, argumentando que el país hebreo se negaba a aceptar las condiciones del ultimátum palestino.
El 19 de agosto, Israel reanudó los ataques aéreos contra la Franja de Gaza, tras culpar a Hamás de violar la tregua vigente desde el 13 de agosto, y cuya extensión había sido acordada horas atrás. Además, el Estado hebreo retiró su delegación de las negociaciones indirectas en El Cairo. El portavoz de Hamás, Sami Abu Zuhri, descartó cualquier tipo de relación entre el movimiento y el supuesto lanzamiento de cohetes y acusó a Israel de socavar los intentos de tregua.
Según aseguraron algunos medios de comunicación, el 21 de agosto, uno de los altos líder de Hamás, Salá Aruri, admitió en Turquía que el grupo islámico estuvo detrás del secuestro y asesinato de los tres jóvenes israelíes que desató el conflicto, y que el propósito del mismo era provocar una escalada del conflicto que condujera a un levantamiento palestino. Ese mismo día, un misil israelí destruyó una casa, matando a los tres comandantes de Hamás que se encontraban en ella.
El 23 de agosto, el presidente Abás se reunió con su homólogo egipcio en El Cairo. Desde allí hizo un llamamiento por la reapertura de las negociaciones entre Hamás e Israel «lo antes posible» para lograr una tregua. Sin embargo, las facciones palestinas, según afirmó el representante de Hamás, no estarían dispuestas a volver a la mesa de negociaciones. El presidente palestino planteó la posibilidad de presentar ante la Corte Penal Internacional (CPI) cargos contra Israel por crímenes de guerra. Expertos aseguraron que si Palestina ingresa como Estado en la CPI también se podrían investigar presuntos delitos cometidos por Hamás y los demás beligerantes palestinos. Ese mismo día, el líder de Hamás, Jaled Meshal, aseguró en una entrevista a Yahoo News que el movimiento islámico no busca la muerte de civiles. «No tenemos las armas de que dispone nuestro enemigo, así que el objetivo es difícil. [...] Prometemos que si conseguimos armas más precisas, sólo apuntaremos a objetivos militares», añadió Meshal.
El 24 de agosto, Netanyahu aclaró que la ofensiva podría prolongarse hasta más allá del inicio del curso escolar israelí (en las primeras semanas de septiembre). Pidió el desalojo a todos los civiles palestinos que habitaban en zonas en las que Hamás pudiera operar. Por otra parte, los palestinos que habitan Gaza se encontraban sin agua desde hace 46 días debido a que el sistema estaba totalmente destruido. Además, las doce depuradoras de aguas fecales fueron destruidas, por lo que estas comenzaron a filtrarse a las capas subterráneas. «Ha habido algunos casos de filtraciones de aguas fecales en los pozos, así que preferimos hervir siempre el agua», afirmó la autoridad de aguas palestina. El suministro de agua se daba con camiones cisterna. La agencia iraní de noticias IRNA afirmó que Irán enviaría 100 toneladas de ayuda humanitaria compuesta de medicamentos y alimentos a El Cairo para ser transferida a Gaza a través de la frontera con Egipto. Ese mismo día, dos misiles israelíes impactaron contra un edificio de doce plantas en el barrio Tel al-Haw, que colapsó en segundos.
El 25 de agosto, cazabombarderos israelíes mataron a diez civiles palestinos, entre los que se encontraba un niño. Los aviones bombardearon varias posiciones del norte y centro de Gaza, según informaron fuentes médicas. Las mismas comunicaron que también murieron dos personas debido a las graves heridas sufridas en los anteriores ataques hebreos.

### Tregua indefinida pactada
Tras 50 días de conflicto, a las 19:00 (hora local) del 26 de agosto, Hamás y los demás beligerantes palestinos e Israel comenzaron una tregua indefinida, pactada bajo mediación egipcia. El presidente palestino, Mahmud Abás, y Egipto celebraron el acuerdo alcanzado entre las partes. Tras la confirmación palestina y egipcia de la tregua, un alto responsable israelí dijo que su país «ha aceptado la propuesta egipcia de tregua indefinida como lo hizo en el pasado ante el rechazo de Hamás». El portavoz de Hamás, Sami Abu Zuhri, afirmó: «¡Hemos ganado! Alá es grande», mientras sus simpatizantes lo rodeaban celebrando lo que denominaron «victoria de la resistencia armada». Asimismo, el Gobierno de Israel dijo que «Hamás ha sido golpeado de forma sin precedentes en lo que respecta al número de terroristas, proyectiles y túneles alcanzados». La Yihad Islámica Palestina también confirmó el anuncio de la tregua.

## Reacciones internacionales

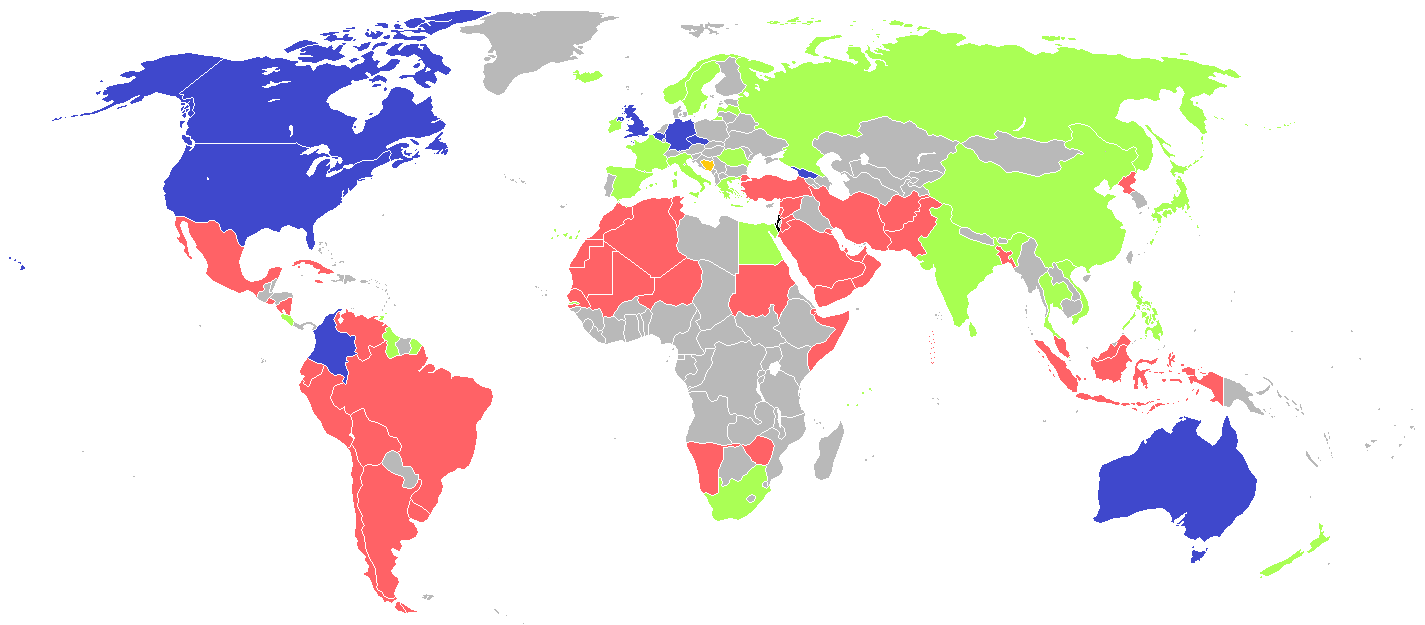
Reacción de la comunidad internacional:
Israel y la Franja de Gaza.
Países que apoyan la postura de Israel o condenan el lanzamiento de cohetes por parte de Hamás.
Países que condenan o expresan su preocupación por las acciones israelíes.
Países que condenan o expresan su preocupación por las acciones de ambas partes.
Países con reacciones oficiales mixtas.

El presidente de la Autoridad Nacional Palestina, Mahmud Abás, acusó a Israel de cometer «un genocidio». Grupos de derechos humanos denunciaron que los ataques aéreos israelíes en zonas densamente pobladas o ataques directos sobre casas de civiles pueden violar el derecho internacional. Luego anunció que pedirá a la ONU que ponga «oficialmente el Estado de Palestina» bajo «protección internacional» por la situación.
Un portavoz de la presidencia de Palestina declaró que la operación era «una declaración de guerra contra los palestinos», y protestó contra lo que llamó «masacre de inocentes», añadiendo que «los palestinos tienen el derecho de defenderse a sí mismos por todos los medios legítimos».
El gobierno israelí aseguró que el país resistirá la presión extranjera que busca detener la operación, en referencia a la petición de cese al fuego de varias potencias como Estados Unidos. Ello no obstante, algunos intelectuales como el escritor israelí Nir Baram se pronunciaron en contra de la operación.

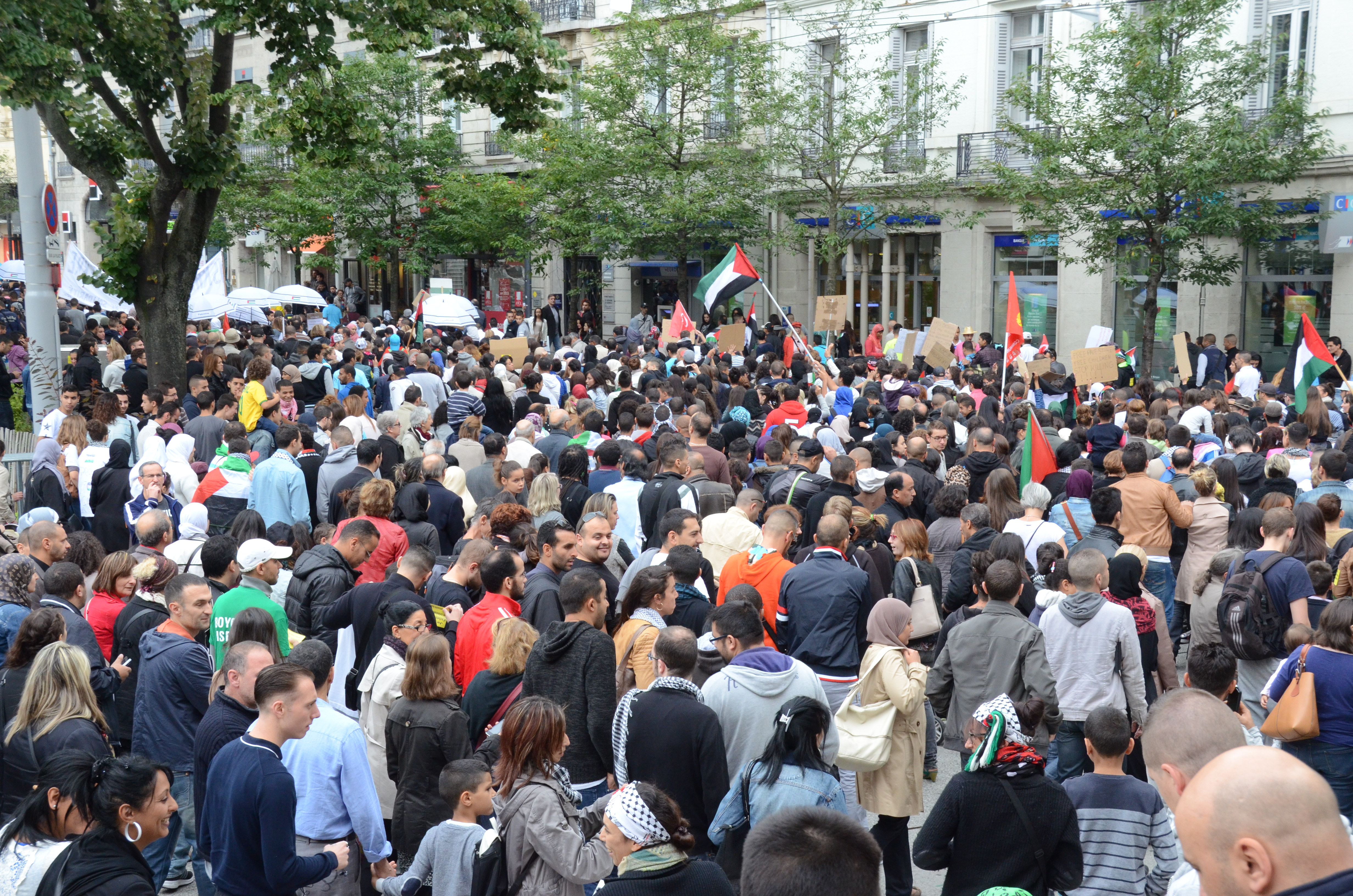
Marcha en apoyo al pueblo palestino en Saint-Étienne, Francia.

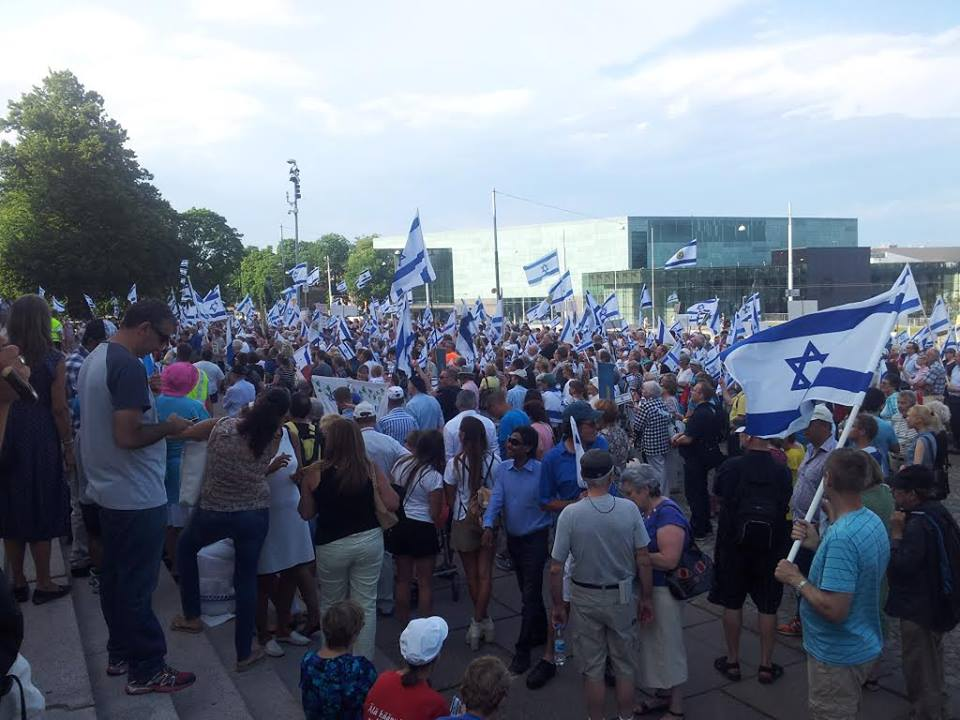
Marcha en apoyo a las medidas defensivas de Israel en Helsinki, Finlandia.

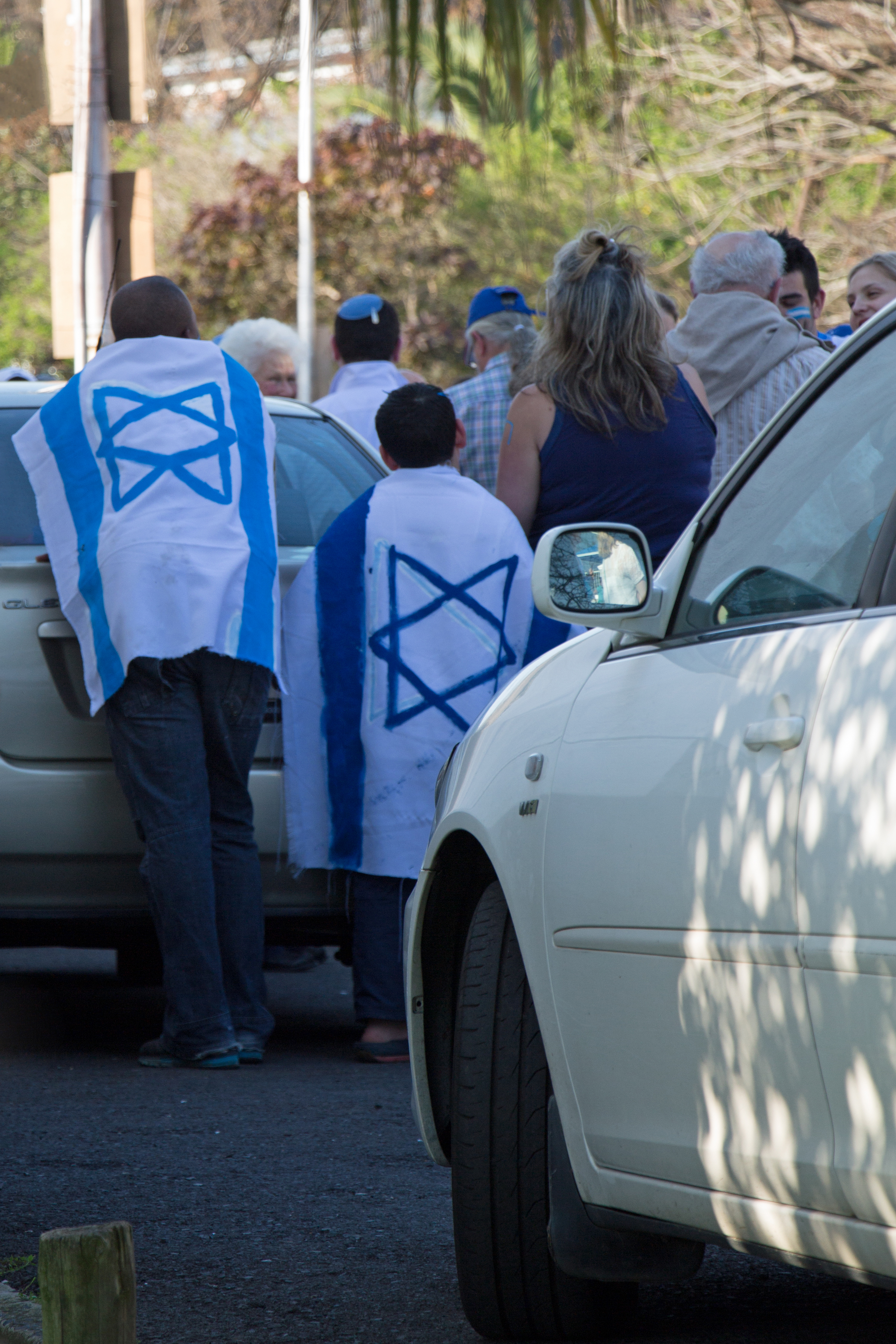
Rally en solidaridad con Israel en Ciudad del Cabo, Sudáfrica.

El presidente de Estados Unidos, Barack Obama, dijo que su país «está preparado para facilitar el cese de hostilidades» y respaldó el derecho de Israel de defenderse de los ataques, al mismo tiempo que condenó el lanzamiento de cohetes desde Gaza. El 9 de julio, la embajada de dicho país en Tel Aviv cerró los servicios de rutina, como precaución luego de que el escudo antimisiles de Israel interceptara al menos cinco cohetes con dirección a esa ciudad.
En cuanto a Egipto, este país abrió su frontera en Rafah solo para asistir a las víctimas palestinas.
El ministro de Asuntos Exteriores del Reino Unido, William Hague, dijo que «los continuos ataques con cohetes desde Gaza son completamente inaceptables» y que Israel «tiene derecho a defenderse contra este tipo de ataques». Anteriormente, el primer ministro británico David Cameron había expresado su «apoyo incondicional» a Israel por los ataques a la Franja.
La canciller alemana, Angela Merkel, llamó por teléfono a Benjamín Netanyahu el 9 de julio para condenar «sin reservas el lanzamiento de cohetes contra Israel». En una entrevista la canciller alemana, mostró su comprensión por la incursión terrestre que lanzó el Ejército de Defensa de Israel contra Hamás en Gaza. Dijo que «Israel tiene derecho a la autodefensa», que «ésta debe ser llevada, naturalmente, de manera adecuada» y que «cada país debe defenderse cuando es atacado así». Cerró sus declaraciones afirmando que «ambas partes deben aceptar compromisos dolorosos; pero nosotros estamos del lado de Israel cuando se trata de la autodefensa».
Por su parte, el presidente de Rusia, Vladímir Putin, también se comunicó con Netanyahu, instándolo a detener la operación en Gaza. El Kremlin de Moscú agregó que la conversación fue solicitada por la parte israelí. El 9 de julio, Putin dijo a una delegación de rabinos que lo visitaron que apoya «la batalla de Israel que se destina a mantener a sus ciudadanos protegidos». Ese mismo día el gobierno de la República Popular de China, a través del ministerio de exteriores, pidió por la paz entre Israel y Palestina.
El 10 de julio, el gobierno de Chile rechazó los ataques de Israel en Gaza y expresó su «profunda preocupación» por la escalada de violencia en el Oriente Medio. Mediante un comunicado, el Ministerio de Relaciones Exteriores se quejó de que el bombardeo israelí ha causado un gran número de víctimas mortales, principalmente de civiles, mujeres y niños. «Los secuestros y muertes de los tres jóvenes israelíes y palestinos condenados no pueden ser una excusa para poner en marcha acciones terroristas ni para atacar zonas densamente pobladas por civiles», dijo el gobierno. Además, pidió a todos los actores involucrados en el conflicto «establecer una tregua y respetar el derecho internacional». Nueve días después, el gobierno chileno suspendió las negociaciones del tratado de libre comercio con Israel, y comenzó a cuestionar la presencia del embajador de Israel en Chile.
En Costa Rica, la bancada del izquierdista Frente Amplio interpuso ante la Asamblea Legislativa el 10 de julio una moción para guardar un minuto de silencio por los fallecidos en Gaza. La moción solo tuvo apoyo adicional de la fracción del oficialista Partido Acción Ciudadana y fue rechazada por los votos de los partidos Liberación Nacional, Movimiento Libertario y Unidad Social Cristiana con el argumento de no incluir a los israelíes en el texto. Una hora después se aprobó por unanimidad una moción que incluía tanto a palestinos como a israelíes. El día siguiente, 11 de julio, el gobierno de Costa Rica oficialmente condenó tanto los ataques de Hamás como las operaciones militares del gobierno de Israel que afectan a la población civil y lamentó el recrudecimiento de la violencia instando a retomar el diálogo para la paz. En solidaridad con el pueblo palestino la bancada del Frente Amplio decoró sus curules con banderas de Palestina, mientras el diputado Óscar López del Partido Accesibilidad Sin Exclusión hizo lo mismo con la bandera de Israel, el diputado y jefe de bancada del derechista Movimiento Libertario, Otto Guevara, acusó al Frente Amplio de «apoyar el terrorismo» y el embajador de Israel ante Costa Rica se reunió con la bancada del Partido Liberación Nacional, primera fuerza de oposición. El diputado y líder histórico del oficialista Partido Acción Ciudadana Ottón Solís remitió un comunicado de solidaridad con Palestina.

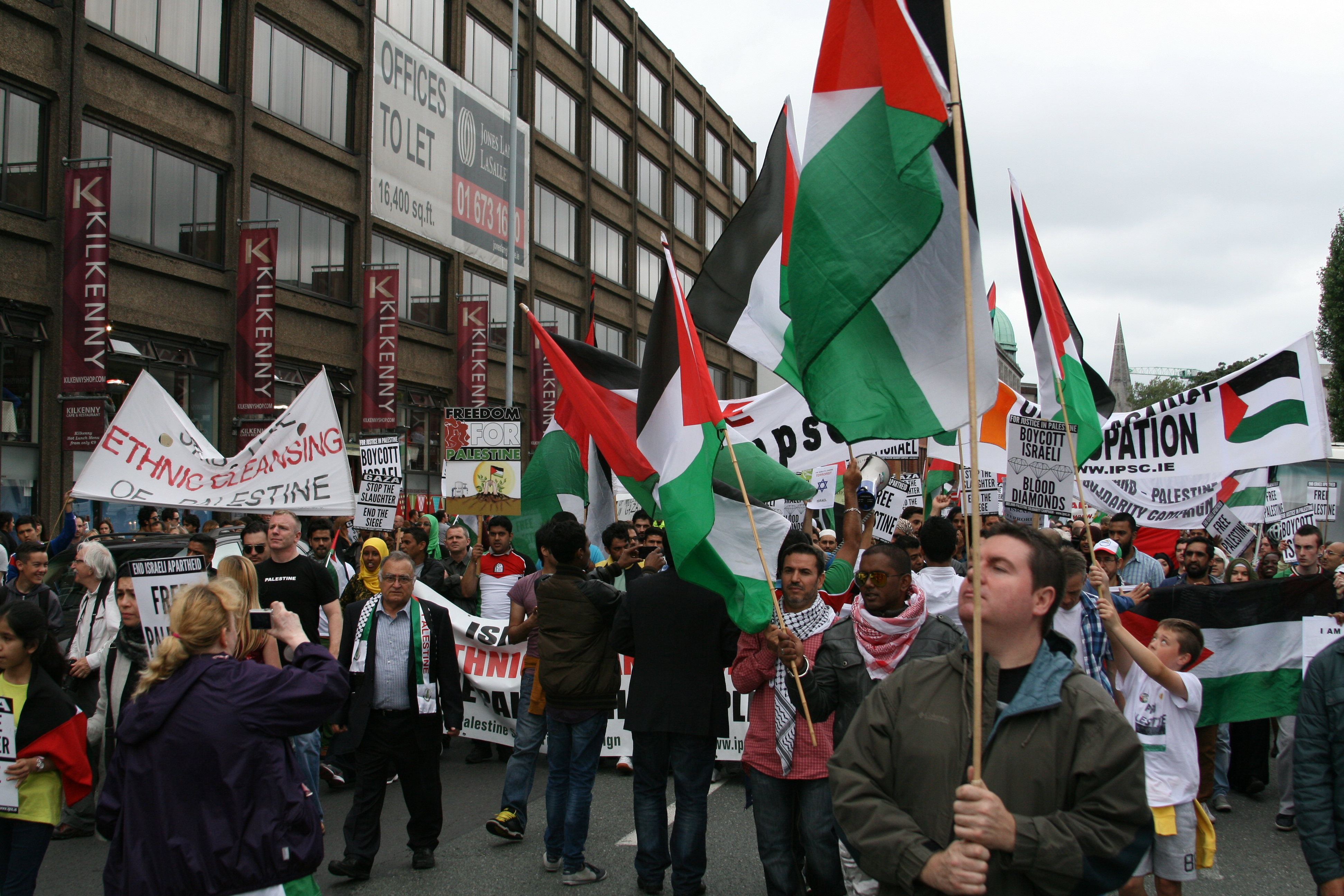
Protesta pro Palestina en Dublín, Irlanda, el 12 de julio.

El 11 de julio, el presidente de Nicaragua, Daniel Ortega, expresó su solidaridad con el pueblo palestino y condenó el «ataque genocida» de Israel.
Los parlamentos de Irán y de Siria condenaron los ataques hacia Gaza, calificándolos como «crimen de guerra». Mientras que los gobiernos de Venezuela y Perú también condenaron la operación contra Gaza. Nicolás Maduro se refirió a las acciones de Israel como un «intento de exterminio del pueblo palestino». Por su parte el canciller peruano envió condolencias a los civiles palestinos.
El Ministerio de Relaciones Exteriores de Cuba condenó «el ataque de Israel contra la población de la Franja de Gaza» y acusó al país de «utilizar su superioridad militar y tecnológica para ejecutar una política de castigo colectivo con el uso fuera de la proporción de la fuerza, provocando la muerte de civiles inocentes y enormes daños materiales».
El Ministerio de Relaciones Exteriores de Colombia emitió una declaración condenando los actos de violencia y terrorismo que se han producido contra el Estado de Israel, «que afectó a la integridad de la población civil», y expresó sus condolencias a las familias de las víctimas. Colombia también pidió el fin del conflicto armado entre Israel y Palestina e iniciar un diálogo para evitar escaladas del conflicto «que ha causado mucho sufrimiento a ambos lados de la población civil».
El 12 de julio, el Ministerio de Relaciones Exteriores de Ecuador emitió un comunicado donde condenó la agresión israelí contra el pueblo palestino, calificando las operaciones militares como «desproporcionadas» y exigiendo la retirada de este tipo de ataques contra la población civil en la Franja de Gaza.
El 13 de julio, el papa Francisco pidió desde la Ciudad del Vaticano el fin de la ofensiva contra Gaza, e instó a «gestos concretos para construir la paz». También exigió a todos los responsables locales e internacionales «no escatimar en oraciones ni en esfuerzos» para detener las hostilidades. Ese mismo día el presidente de Bolivia, Evo Morales, declaró que pidió al Alto Comisionado de Derechos Humanos de la ONU y al Consejo de los Derechos Humanos de la ONU demandar a Israel ante la Corte Internacional de Justicia de La Haya por delitos de lesa humanidad. También denominó las acciones israelíes como «genocidio».

El gobierno de México, a través de su cancillería, emitió un comunicado el 14 de julio expresando su «profunda preocupación» por la escalada de violencia, condenó los ataques israelíes en Gaza y pidió el cese inmediato de las hostilidades y la protección de los civiles afectados por los ataques. Ese mismo día, el gobierno de El Salvador condenó y abogó por el «cese inmediato» de la «agresión armada israelí contra la Franja de Gaza». También dijo que las acciones del Ejército israelí «causaron la pérdida de vidas, cientos de heridos y la huida de miles de palestinos de sus hogares, así como graves daños».
El 16 de julio, la presidenta de Argentina, Cristina Fernández de Kirchner, en un diálogo con la prensa hizo un llamamiento a la paz en Medio Oriente y pidió que se acabe «con tanta muerte de tantos civiles y tantos chicos». El Ministerio de Relaciones Exteriores argentino emitió un comunicado lamentando el fallecimiento de niños y condenando las acciones de Hamás y de Israel por bombardear.
El Gobierno de Brasil emitió una declaración el 17 de julio condenando el bombardeo israelí en Gaza, «que constituye un uso desproporcionado de la fuerza y que resulta en la muerte de civiles desarmados e inocentes». Brasil advirtió que las operaciones terrestres contra Gaza «tendrán graves consecuencias para la estabilidad de la región y podrían agravar la crisis humanitaria en los Territorios Palestinos Ocupados». Brasil instó a Israel a que respete sus obligaciones humanitarias y de poner fin al «bloqueo» de Gaza. Un portavoz del ministro de exteriores israelí criticó las reacciones brasileñas, comparándolas con el Mineirazo y diciendo que Brasil es un «enano diplomático» y un país que «impulsa el terrorismo». Esto provocó un cruce diplomático con Brasil, cuando este país ordenó el retorno del embajador brasileño en Tel Aviv, Henrique Pinto, y convocó a consultas al diplomático israelí en Brasilia, Rafael Eldad. Tras esto, el gobierno brasileño anunció que propondrá en la cumbre de Presidentes del Mercosur que el organismo rechace la ofensiva militar de Israel sobre Gaza.
El 20 de julio el primer ministro de Turquía, Recep Tayyip Erdoğan, acusó a Israel de «haber superado a Adolf Hitler en la barbarie» por su operación en la Franja de Gaza, pero instó a los turcos a no descargar su ira en la comunidad judía del país.
El secretario general de Naciones Unidas, Ban Ki-moon y el presidente anual de la Liga Árabe y del Consejo de Cooperación del Golfo Sabah al Ahmed al Sabah, se reunieron el 21 de julio y conversaron para lograr un alto el fuego entre Israel y Hamás. El emir de Kuwait instó la noche de 20 de julio en un discurso televisado a la comunidad internacional a frenar la «brutal ofensiva» militar israelí. Mientras que el ministro de Exteriores, pidió que «se presione a Israel para que cese sus operaciones y se proteja al pueblo palestino». El canciller kuwaití hizo estas declaraciones durante una reunión con el líder de Hamás, Jaled Meshal, en la que expresó su respaldo a la iniciativa egipcia de alto el fuego.
El 22 de julio, el embajador de Bolivia ante la ONU, Sacha Llorenti, criticó «el silencio» del Consejo de Seguridad respecto a la ofensiva israelí en la Franja de Gaza, solicitando sanciones contra Israel. El diplomático también dijo que «cuando se trata de los pueblos como Palestina no hay resoluciones del Consejo de Seguridad, no hay cascos azules, no hay medidas de sanciones económicas, no hay embargos».
En cuanto a otros organismos internacionales, la Unión Europea, a través de su embajador en Israel, expresó su «solidaridad incondicional» con los ciudadanos de Israel, diciendo también que los «disparos indiscriminados de cohetes contra la población civil no puede ser nunca una respuesta legítima, no importa cuáles sean sus agravios». Mientras que la Liga Árabe condenó los ataques aéreos israelíes contra Gaza y pidió al Consejo de Seguridad de las Naciones Unidas celebrar una reunión de emergencia sobre la situación. La Alianza Bolivariana para los Pueblos de Nuestra América también condenó las acciones israelíes, diciendo que la ofensiva «transgrede las normas del Derecho Internacional Humanitario», y que la muerte de los tres ciudadanos israelíes «no justifica el ataque desproporcionado que se ha desatado contra la población palestina».
El 22 de julio, los 28 ministros de Asuntos Exteriores de la Unión Europea manifestaron su «extrema preocupación» por la escalada de violencia en la Franja de Gaza y reclamaron a israelíes y palestinos que apliquen «de buena fe» un alto el fuego inmediato. Apoyaron el derecho de Israel a defenderse y pidieron que la operación militar israelí «sea proporcional y en línea con el Derecho Humanitario Internacional». Pero aun así también condenaron «con firmeza» los ataques «criminales e injustificables» con cohetes de Hamás y otros grupos milicianos contra Israel desde la Franja de Gaza, exigiendo el desarme de «todos los grupos terroristas» en Gaza y condenando que la población actúe como «escudos humanos».
El 25 de julio, el Gobierno de España, a través de un comunicado del Ministerio de Asuntos Exteriores y de Cooperación, condenó el ataque israelí a la escuela de la ONU en Gaza y reiteró «que es totalmente inaceptable la pérdida de vidas de civiles o de personal humanitario» y «la necesidad de un alto el fuego inmediato que también dé paso a una reapertura del proceso negociador entre las partes». Por último, dice la nota, «España confirma una vez más su apoyo a la iniciativa diplomática del gobierno egipcio para alcanzar un alto el fuego duradero, y a los esfuerzos del Secretario General de Naciones Unidas y de líderes internacionales para lograr un avance hacia la paz».
El domingo 27 de julio, durante el rezo del Ángelus, el papa Francisco reiteró su súplica de cese de hostilidades con un emotivo: «¡Por favor, paren!»
El 29 de julio durante la cumbre en Caracas de mandatarios del bloque del Mercosur, se pidió un cese al fuego inmediato y duradero. Se condenó enérgicamente el desproporcionado uso de la fuerza por el ejército israelí en Gaza afectando a civiles, incluyendo niños y mujeres. Condenó también cualquier tipo violencia contra poblaciones civiles en Israel, además pidieron por un levante al bloqueo en Gaza, para permitir el ingreso de alimentos, medicamentos, y ayuda humanitaria. Pidieron respetar el derecho internacional e investigar las violaciones del mismo así como derecho internacional humanitario. Respaldaron la resolución del consejo de seguridad de derechos humanos de la ONU dada el 23 de julio. Y por último respaldaron los esfuerzos de búsqueda de paz por parte de secretario general de la ONU Ban Ki Moon y por parte de Egipto.
El 30 de julio, el secretario de defensa de Estados Unidos reiteró el apoyo de Washington «al derecho de Israel a defenderse». Por su parte, su homólogo israelí Moshe Yaalon agradeció a dicho país su respaldo en materia de defensa, particularmente en la financiación del sistema antimisiles Cúpula de Hierro. Ese mismo día, el gobierno de Bolivia anunció sanciones hacia Israel. El anuncio consistió en la implantación de un visado a los ciudadanos israelíes, quienes podían ingresar sin visa al país por un acuerdo hecho en 1972. La decisión de dicho país puso a Israel en el grupo 3 de la clasificación de los trámites para obtener visado de ingreso a Bolivia, lo que implicó que las solicitudes futuras sean revisadas por la Dirección Nacional de Migración. Además, el presidente Evo Morales dijo que considera a Israel como un «Estado terrorista» por los ataques hacia Gaza.
La mayoría de países latinoamericanos se solidarizaron con Gaza. Chile, Perú, El Salvador, Brasil y Ecuador llamaron a sus embajadores a consulta, mientras la cancillería de Costa Rica anunció que se encuentra analizando llevar a cabo la misma medida. El portavoz de la cancillería israelí Yigar Palmor deploró las medidas al ser entrevistado por la cadena CNN y afirmó que es una medida «decepcionante» y que Latinoamérica «da la espalda» a Israel.
La Alta Comisionada de Naciones Unidas para los Derechos Humanos, Navi Pillay, acusó a Israel de cometer «crímenes de guerra y violar la Convención de Ginebra y el derecho internacional» al atacar hospitales y escuelas, al tiempo que expresó que como «fuerza ocupante» tiene la obligación de brindar asistencia a los palestinos.
El 1 de agosto, el presidente venezolano anunció que su país acogería a niños palestinos heridos y huérfanos en una casa de abrigo con el nombre de Hugo Chávez. También, su discurso, Nicolás Maduro llamó a «poner fin al exterminio del pueblo palestino». En esa misma jornada, el presidente de Nicaragua, Daniel Ortega, llamó a imponer sanciones a Israel y dijo que el primer ministro israelí, «tiene el demonio adentro» y «necesita un exorcismo del Papa Francisco». También calificó las acciones israelíes como «genocidio».
Ese mismo día, G77 + China y el Movimiento de Países No Alineados solicitaron al Consejo de Seguridad de la ONU para que «actúe en procura de conseguir un alto al fuego» del Ejército de Israel contra la Franja de Gaza. En nombre de dichos organismos, Bolivia e Irán fueron los países que enviaron cartas al consejo.
El 3 de agosto, Der Spiegel reveló que varias agencias de inteligencia israelíes, incluyendo al Mosad, habían intervenido el teléfono del Secretario de Estado de los Estados Unidos John Kerry durante las conversaciones de paz entre el gobierno israelí y las autoridades palestinas. Luego, el Gobierno de Israel usó la información obtenida de las conversaciones de Kerry en las negociaciones para endurecer su postura. Según el semanario alemán, la revelación podría generar tensión entre el gobierno estadounidense y el israelí.
El 4 de agosto, José Mujica, presidente de Uruguay, calificó la actuación israelí de «genocidio» y dijo que le preocupa la situación «porque siempre los más débiles son los que sufren más». Al mismo tiempo, el gobierno uruguayo trabajaba sobre la apertura de una oficina diplomática permanente en la ciudad de Ramala, sede del gobierno de Palestina. Además, el canciller Luis Almagro afirmó que los bombardeos de escuelas «constituyen crímenes de guerra y asesinatos flagrantes» y exhortó a poner fin a muertes «de inocentes». Ese mismo día, el Gobierno de España suspendió temporalmente las ventas y licencias de material bélico a Israel, mientras que el gobierno del Reino Unido afirmó que planeaba revisar las licencias de exportación de armamento a Israel.
El 7 de agosto, el gobierno de Costa Rica solicitó formalmente al Consejo de Seguridad de Naciones Unidas intervenir en Gaza, así como condenó nuevamente las acciones militares de Israel que calificó de «desproporcionadas», si bien también condenó los ataques de cohetes de Hamás. La cancillería costarricense manifestó estar preocupada por los informes de la Alta Comisionada y de los Asesores Especiales del Secretario General para la Prevención del Genocidio haciendo un llamado a «que se lleven a cabo las investigaciones correspondientes sobre las acciones de todas las partes para evitar la impunidad en relación con posibles crímenes de guerra u otras atrocidades masivas».
En España, el pleno de la Diputación de Sevilla y también el Ayuntamiento de Gilena nombraron «persona non grata» y exigieron al Gobierno de España la expulsión del embajador de Israel.

### Llamamientos por el alto el fuego
Los sujetos de Derecho internacional —Estados soberanos y organizaciones internacionales y supranacionales, principalmente— que hicieron un llamamiento por un alto el fuego en el conflicto fueron:
| - Alemania. - Arabia Saudí. - Bolivia. - Brasil. - Catar. - Chile. - Colombia. - Costa Rica. - Dinamarca. | - Ecuador. - Egipto. - Emiratos Árabes Unidos. - Estados Unidos. - España. - Finlandia. - Francia. - Irán. - Italia. | - Jordania. - Liga Árabe. - Mercosur. - México. - Naciones Unidas. - Nicaragua. - Noruega. - Omán. - Perú. | - Reino Unido. - República Popular China. - Rusia. - Turquía. - Unión Europea. - Uruguay. - Venezuela. |

### Protestas
Debido a la muerte de civiles por la operación, ocurrieron protestas en contra de Israel en 
Alemania, Argentina, Austria, Bélgica Chile, Costa Rica, Ecuador, Egipto, El Salvador, España, Estados Unidos, Francia, India, Irán, Irlanda, Jordania, Kuwait, Marruecos, Noruega, Países Bajos, Perú, Reino Unido, República Dominicana, Siria, Sudáfrica, Suecia, Suiza, Túnez, Turquía, Venezuela y Yemen. En Estados Unidos, además de las marchas pro Palestina, se reportaron protestas a favor de los israelíes. También ocurrieron marchas pro Israel en Canadá, Reino Unido, Francia Alemania, Chile, Argentina, Guatemala y Brasil. Muchas de estas manifestaciones ocurrieron cerca de las embajadas o consulados del Estado hebreo. Otras protestas y manifestaciones tanto a favor como en contra de las acciones del gobierno ocurrieron dentro del mismo Israel, en las cuales los manifestantes israelíes de ambas posiciones llegaron a enfrentarse.
El 19 de julio, Francia prohibió una manifestación en contra de Israel por riesgo de disturbios en varios sectores de la ciudad de París. La marcha igualmente se hizo y reunió al menos a 2.000 personas; derivó en enfrentamientos con la policía. Debido a las críticas —Francia se convirtió en el primer país en prohibir una manifestación por el conflicto israelí-palestino—, el presidente de la República, François Hollande, se limitó a decir que a Francia no le incumbe el conflicto. Durante las marchas insultaron a Israel y al presidente francés. Los disturbios iniciaron cuando algunos de los participantes lanzaron diversos tipos de proyectiles como piedras, adoquines, botellas o diversas piezas de mobiliario urbano contra los agentes antidisturbios, que les respondieron con gases lacrimógenos. Unas 30 personas fueron detenidas y varios policías resultaron levemente heridos. La policía también informó sobre vehículos quemados y comercios dañados.

#### Brote antisemita en Europa

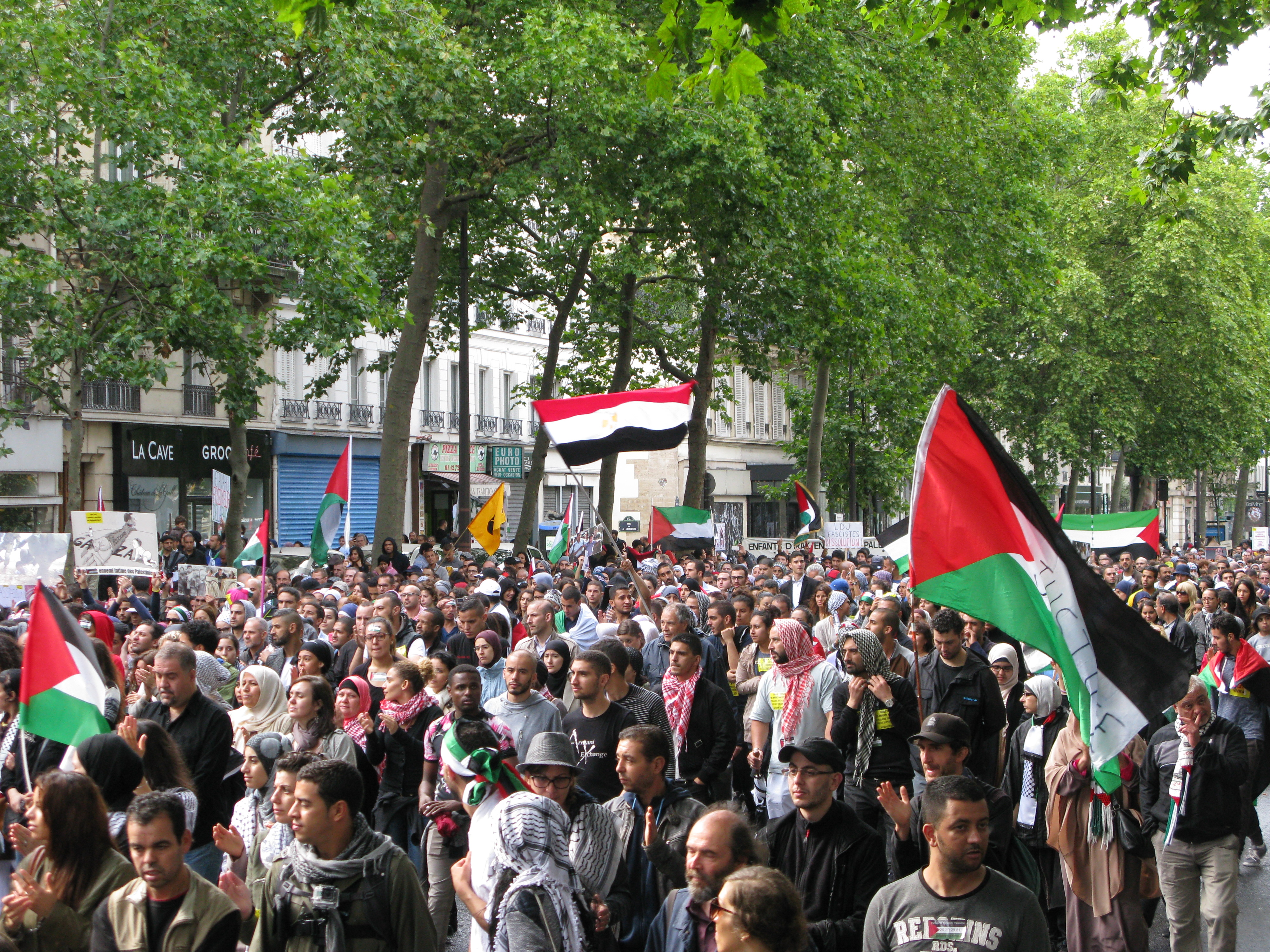
Protesta en Francia.

Desde el inicio del conflicto en Gaza, algunas protestas marcaron un creciente antisemitismo en Europa, en la cual pequeños grupos de manifestantes no estaban solamente en contra de la política militar israelí, sino en contra de los judíos. En algunas manifestaciones se cantaba lemas como «Hamás, Hamás, judíos a la cámara de gas», «¡judío, judío, cobarde bastardo, ven aquí y pelea solo!», o «maten a los judíos», entre muchos. En Berlín, Alemania, ocurrieron ataques callejeros en contra de judíos y un hombre fue golpeado por usar un kipá en la calle. En Toulouse, Francia, la policía arrestó a un hombre que arrojaba bombas incendiarias a un centro judío. En Noruega, se cerraron dos museos judíos por miedo a ataques. En Sarcelles, en las afueras de París, una sinagoga y negocios de origen judío fueron blanco de la violencia. El embajador israelí en Alemania, Yakov Hadas-Handelsman, dijo que «están persiguiendo judíos en las calles de Berlín como si fuera 1938».

### Investigación del Consejo de Derechos Humanos de la ONU

Sede del Consejo de Derechos Humanos, en Ginebra (Suiza).

El 23 de julio, tras la declaración de la Alta Comisionada de las Naciones Unidas para los Derechos Humanos, Navanethem Pillay, en la que advirtió que los ataques israelíes sobre Gaza podrían ser constitutivos de crímenes de guerra, el Consejo de Derechos Humanos de las Naciones Unidas (CDH) acordó lanzar, mediante resolución, una investigación por los hechos acaecidos en la Franja. Fue acordado el envío de una comisión para investigar posibles violaciones de los derechos humanos y crímenes de guerra cometidos por Israel.
La indagación cubrirá los hechos que tuvieron lugar en territorio gazatí desde el 13 de junio de 2014, además de tratar de identificar a los responsables de los posibles crímenes y recomendar medidas para su juicio.
La resolución fue aprobada con el voto favorable de Arabia Saudita, Argelia, Argentina, Brasil, Chile, República Popular China, República del Congo, Costa Rica, Costa de Marfil, Cuba, Emiratos Árabes Unidos, Etiopía, Filipinas, India, Indonesia, Kazajistán, Kenia, Kuwait, Maldivas, México, Marruecos, Namibia, Pakistán, Perú, Rusia, Sierra Leona, Sudáfrica, Venezuela y Vietnam, un voto en contra de Estados Unidos y 17 abstenciones de Alemania, Austria, Benín, Botsuana, Burkina Faso, Corea del Sur, Estonia, Francia, Gabón, Irlanda, Italia, Japón, Antigua República Yugoslava de Macedonia (hoy Macedonia del Norte), Montenegro, Reino Unido, República Checa y Rumania. Las reacciones y comentarios sobre la resolución no se hicieron esperar. EE. UU. justificó su voto en contra porque consideraba que su contenido era «destructivo» y no contribuye a una futura paz. Por su parte, el primer ministro Netanyahu calificó de «parodia» la decisión de la ONU y añadió que «debe ser rechazada por toda la gente decente». El comunicado oficial reza: «En lugar de investigar a Hamás, que está cometiendo un crimen de guerra doble por disparar cohetes contra civiles israelíes mientras se esconde detrás de los civiles palestinos, el CDH pide una investigación de Israel, que ha llegado a extremos sin precedentes para mantener a los civiles palestinos fuera de peligro, incluso tirando panfletos, haciendo llamadas telefónicas y enviando mensajes de texto».

### Reporte de Amnistía Internacional
El informe 2014/15 de Amnistía Internacional, denominado La situación de los derechos humanos en el mundo, analizó la situación de tales derechos en el conflicto, vertiendo graves acusaciones hacia ambos bandos. El informe afirmaba:

Las fuerzas israelíes cometieron crímenes de guerra y violaciones de derechos humanos en la Franja de Gaza, durante una ofensiva militar de 50 días que mató a más de 1.500 civiles, entre ellos 539 niños y niñas, hirió a miles más y provocó desplazamiento masivo y destrucción de bienes y de servicios esenciales civiles. Israel mantuvo su bloqueo aéreo, terrestre y marítimo de Gaza, que imponía un castigo colectivo a sus cerca de 1,8 millones de habitantes y agudizaba la crisis humanitaria.
Página 242.

La operación militar israelí «Margen Protector» se cobró la vida de más de 1.500 civiles en Gaza, dejó miles de heridos y causó una destrucción enorme, todo lo cual agravó las penalidades que, a consecuencia del persistente bloqueo militar israelí, sufrían ya los 1,8 millones de personas que vivían allí. Durante los 50 días que duró el conflicto, Hamás y los grupos armados palestinos dispararon contra zonas civiles israelíes miles de cohetes y proyectiles de mortero, de efecto indiscriminado, que provocaron la muerte de seis civiles, entre ellos un niño.
Página 339.

### Civiles
Un método utilizado por el Ejército de Israel para lanzar misiles a un determinado sitio era el de avisar mediante llamadas telefónicas o lanzando panfletos a las casas que eran objeto de ataque. Más tarde, procedían a realizar lo que denominaron «toque en el techo» (ataque de baja intensidad) y, diez minutos después, se daba inicio al bombardeo. A pesar de ello, se reportaron casos en los cuales los misiles fueron lanzados muy poco tiempo después del disparo de advertencia.

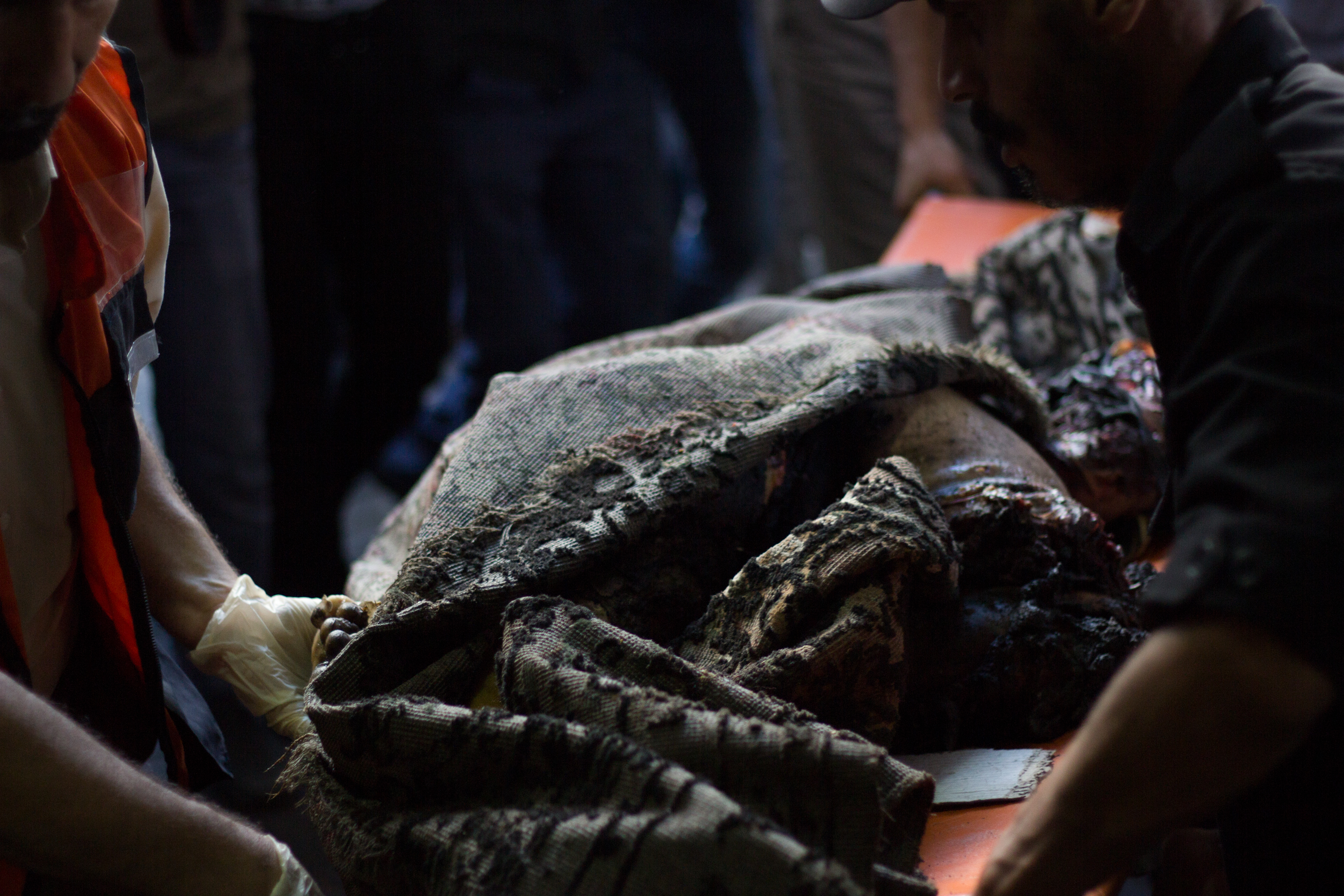
Los restos del cuerpo carbonizado y no identificados después de un ataque aéreo israelí contra viviendas de civiles, el día 8 de julio de 2014.

Israel sostuvo que las casas bombardeadas pertenecían a combatientes de alto rango palestinos y que servían como centros de comando donde se coordinaban ataques con cohetes. El gobierno israelí argumentó que estos disparaban los cohetes de forma deliberada desde áreas civiles y que guardaban los proyectiles en casas, escuelas y hospitales. El embajador de Palestina en España sostuvo que esta información era falsa, y reiteró su opinión de que Israel estaba cometiendo crímenes de guerra. A pesar de tales declaraciones, en diferentes ocasiones, la ONU declaró que se encontraron cohetes en distintas escuelas de la Agencia para los Refugiados de Palestina en Oriente Próximo (UNRWA), en las que se refugiaban civiles en Gaza, e incluso, condenó tales hechos. Periodistas de la India, Francia y Finlandia reportaron que Hamás lanzaba misiles desde zonas pobladas, cerca de edificios de la ONU e, inclusive, desde el hospital de Al-Shifa.

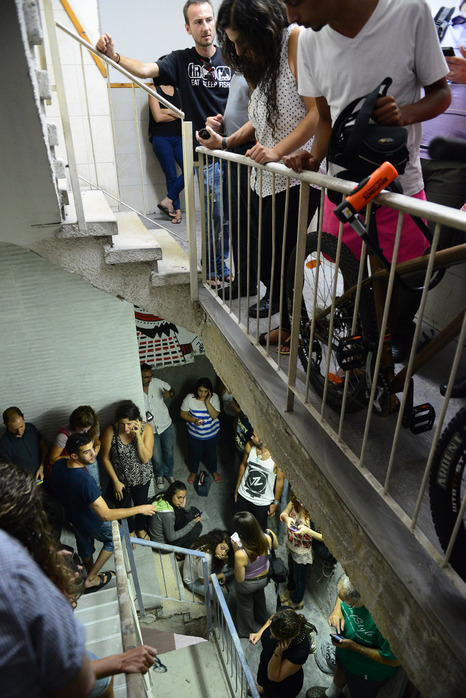
Civiles israelíes protegiéndose durante un ataque con misiles desde Gaza.

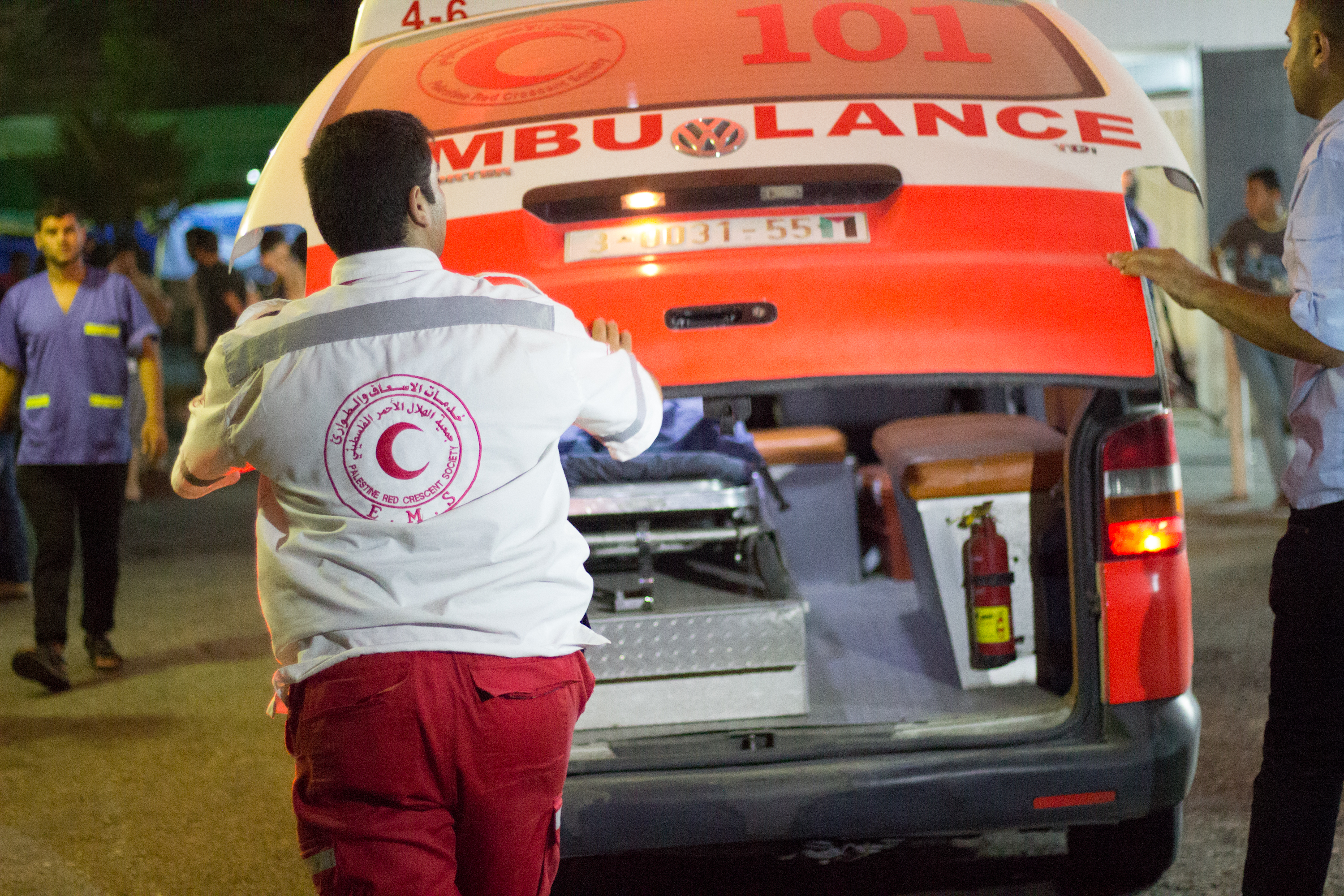
Equipos de emergencia de Gaza actuando tras la caída de un misil.

Roni Kaplan, portavoz para América Latina del Ejército de Israel, dijo que «el 47 % del territorio de dicho país está bajo la amenaza» de Hamás, incluyendo las principales ciudades como Jerusalén, Tel Aviv y Beersheva, entre otras. Además, dijo que el propósito del ejército era el de «detener a Hamás y reducir el lanzamiento de cohetes hacia civiles en Israel» y que su «imperativo categórico es para reducir al máximo el daño a la población civil». También dijo que el problema era que el movimiento islámico «utiliza a la población civil como escudo humano» y que el gobierno confiaba en mantener abierto el canal diplomático con Palestina, aunque «ellos [Hamás] no están hablando como la Autoridad Nacional Palestina con conferencias de paz», sino que «responden a la ley islámica».

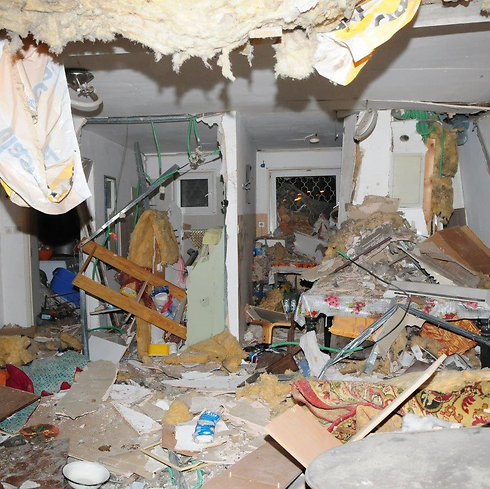
Casa en Israel, luego de un impacto de misil desde Gaza.

La Organización de las Naciones Unidas informó que un 77 % de los fallecidos en Gaza, hasta la fecha, eran civiles. A su vez, un 30% son mujeres y niños. La Alta Comisionada de la ONU para los Derechos Humanos, Navi Pillay, dijo el 11 de julio que Israel «no debe bombardear casas ni áreas con civiles».
El 12 de julio, ocho activistas formaron un escudo humano frente a un hospital en Gaza. Las personas provenían de Estados Unidos, Venezuela, Bélgica, Gran Bretaña y Suiza. Al mismo tiempo, se informó que las salas de emergencia en la Franja estaban repletas y que los medicamentos estaban disminuyendo. Además, se reportaron apagones y escasez de agua, producto de los ataques aéreos que dañaron las estaciones de bombeo. Ese mismo día, un centro de discapacitados fue destruido por un misil israelí, dejando como saldo dos muertos y cuatro heridos. El gobierno de Israel justificó el hecho afirmando que un «supuesto militante» del movimiento Yihad Islámica Palestina vivía anteriormente en el mismo edificio. También ese día, el 12 de julio, murieron 15 civiles palestinos y 20 resultaron heridos en un bombardeo sobre una mezquita, durante el rezo previo a la ruptura del ayuno del Ramadán. Parte del edificio se derrumbó cuando un misil israelí destruyó la casa de un oficial de la policía de Gaza situada al lado de la mezquita. Ese mismo día, Hamás lanzó 129 cohetes contra Israel, de los cuales 117 golpearon el territorio israelí y nueve fueron interceptados por la Cúpula de Hierro.
Hacia el 13 de julio, alrededor de ocho mil palestinos habían abandonado sus hogares como consecuencia de los bombardeos. Algunos de ellos tenían doble nacionalidad. El 14 de julio, la Liga Árabe pidió a la comunidad internacional que protegiera a los habitantes de la Franja de Gaza. Ese mismo día, fueron lanzados 130 cohetes hacia Israel, de los cuales 108 golpearon territorio israelí y 22 fueron interceptados por la Cúpula de Hierro.
Erik Fosse, médico noruego de la Universidad de Oslo, denunció el uso de «armas no convencionales» por parte de Israel durante los bombardeos contra la Franja de Gaza. El catedrático reportó que un número de heridos palestinos tenía «lesiones profundas e inusuales que han sido provocadas por armas prohibidas a nivel internacional».
Hacia el 16 de julio, Israel sugirió a 100 000 palestinos de la Franja que evacuasen sus casas, tras una advertencia de más bombardeos. Esto encendió alarmas entre la UNRWA, la agencia para los refugiados palestinos. Dicha agencia informó el mismo día que había unas 20 000 personas en sus albergues y que una de las principales preocupaciones de la ONU era que los bombardeos israelíes estaban «dañando y hasta destruyendo infraestructura vital» para los habitantes de Gaza. Según comunicó Naciones Unidas, unas 600 000 personas estaban en peligro de quedarse sin agua potable en los siguientes meses. El mismo organismo dijo el 17 de julio que al menos 1 370 casas habían sido destruidas en la Franja y más de 18 000 personas habían tenido que ser desplazadas.
A pesar de las advertencias israelíes, los líderes de Hamás pidieron a los ciudadanos no evacuar sus hogares. El gobierno israelí volvió a manifestar que la organización utilizaba a los civiles como «escudos humanos».
Periodistas de varios medios reportaron que en la ciudad israelí de Sederot, cerca de la Franja, la población local se reunía para «celebrar» los bombardeos a Gaza. Por otra parte, se reportaron festejos en el lado palestino tras el secuestro de los tres adolescentes israelíes y los lanzamientos de misiles en territorios israelíes, como así también luego del aviso del supuesto secuestro de un soldado israelí.
El 18 de julio, la ONU afirmó que hasta ese día uno de cada cinco fallecidos en Gaza eran niños.

## Cobertura de los medios de comunicación
Las descripciones y relatos de la prensa variaron mucho según el medio que lo publicaba. En Estados Unidos, la prensa tuvo principalmente una postura favorable de Israel, mientras que la prensa inglesa tuvo una postura más crítica. Mientras, de ambos lados se comentaba que la prensa mantenía una visión sesgada a favor o en contra de Israel. De acuerdo con el The Times of Israel, las fuentes inglesas fueron generalmente más críticas con Israel. A medida que el conflicto progresó y el número de palestinos muertos se incrementó, los medios se tornaron más críticos hacia Israel. En Israel, el periódico Haaretz realizó una editorial afirmando que «la suave arena de Gaza... puede tornarse arena movediza» para el ejército israelí y avisó además de las «masivas matanzas» de civiles palestinos. El artículo declaró que «no puede haber victoria aquí». El Sydney Morning Herald se disculpó por una caricatura con orientación antisemita luego de que el funcionario de gobierno australiano George Brandis denunció el hecho como «deplorable». El conflicto ha recibido mucha cobertura en el mundo. Ambos lados han librado propaganda de guerra, e incluso han lanzado videojuegos relacionados al conflicto.